# インドネシア鉄道CC203形ディーゼル機関車
CC203形ディーゼル機関車（シーシー203がたディーゼルきかんしゃ、インドネシア語：Lokomotif CC203）は、ゼネラル・エレクトリック (GE) の電気式ディーゼル機関車であるU20Cのクレタ・アピ・インドネシア（インドネシア鉄道会社、PT.KAI）における形式呼称である。
本項では同型車両のマイナーチェンジ車である、CC204形ディーゼル機関車（シーシー204がたディーゼルきかんしゃ、インドネシア語：Lokomotif CC204）についても記述する。

## 概要

### CC203形
1995年から2000年にかけて全41両が導入された。これらはCC203 01～41と番号が付けられた。1次車は01～12号機であり、米国ペンシルベニア州エリーのGEトランスポーテーションから輸入された。13~41号機は、INKA（インダストリ・クレタ・アピ）とGEトランスポーテーションの合弁会社であるGEロコモーティブ・インドネシアによって現地でノックダウン生産が行われた。当形式は、オーストラリアのGoninan社と米国のGE社が共同で設計し、Goninanが広いキャビンを、GEがエンジンと車体を製造した。
1995年のインドネシア独立宣言50周年を記念して建造され、当初はペルムカ（現在のインドネシア鉄道会社）の列車、アルゴ列車（アルゴ・ブロモとアルゴ・ゲデ）を牽引するために製造された。その後、他のアルゴ列車の牽引も担当した。後継となる、CC204形（GE C20EMP）やCC206形の導入後は、アルゴ列車の主力ではなくなり、現在ではジャワ島で運行されている、都市間列車（座席等級混合列車、ビジネスクラス、エコノミークラス）と貨物列車を牽引している。ジャティネガラ機関区所属のCC203形の2両は、CC206形に置き換えられる前は大統領専用列車の牽引機関車として活躍しており、安全上の理由から重連運転による牽引で行われた。
新設計の空気力学的形状の機関車を新造する計画は、  ユスフ・ハビビ大統領が研究技術大臣を務めていた頃に始まった。彼が1992年12月にバンドンを旅行した際、トラジャ号に乗った際に、速度と旅の快適さを優先した車両を考案した。ジャカルタ - バンドンおよびジャカルタ - スラバヤを結ぶ路線を基盤に考えられ、インドネシア独立50周年を記念して、JB250列車列車（ジャカルタ～バンドン間・2時間）とJS950列車（ジャカルタ～スラバヤ間・9時間）として実現された。
2016年までは、スマトラ島にてPT. TELからのパルプ輸送の貨物列車を牽引するために、4両（旧番号体系ではCC 203 31～34、新体系ではCC 203 01 01～04）が重連運転により運用され、ランプン州のタンジュン・カラン機関区に配置された。老朽化のため運用から外され引退した。
GEロコモーティブ・インドネシアが生産した車両数は29両であり、CC203形の生産終了後、INKAとGEトラスポーテーションの合弁事業は正式に終了し、PT GELIは正式に解散した。

### CC204形
2006年、GEロコモーティブ・インドネシアは、フルコンピュータ制御を採用した新型機関車を発表した。モデル名はC20EMPで、CC203形と同じエンジンを採用している。外装はCC203形と同じだが、推進力と変速機を制御するコンピュータ「Brightstar Sirius」が搭載されており、燃費と寿命も向上した。定格出力は2150馬力で、機関出力は1950馬力である。

#### 一次車（C18MMi）
CC204形の一次車は、交直流電力変換を備えたC18MMiである。2003年と2005年にジョグジャカルタ車両工場でCC201形機関車の大規模改修を行い、CC204形に改番（編入）されたものである。主な寸法、基本的なフレーム部品、台車、車体は、CC201形と同様である。
| 古い番号 | 古い番号 | 二回目の改番 | 運行開始日     |
| CC 201   | CC 204   | 二回目の改番 | 運行開始日     |
| -------- | -------- | ------------ | -------------- |
| 03       | 01       | CC 204 03 01 | 2003年7月4日   |
| 11       | 02       | CC 204 03 02 | 2003年9月26日  |
| 16       | 03       | CC 204 03 03 | 2003年10月16日 |
| 37       | 04       | CC 204 03 04 | 2003年12月30日 |
| 32       | 05       | CC 204 03 05 | 2005年8月～9月 |
| 06       | 06       | CC 204 03 06 | 2005年8月～9月 |
| 12       | 07       | CC 204 03 07 | 2005年8月～9月 |

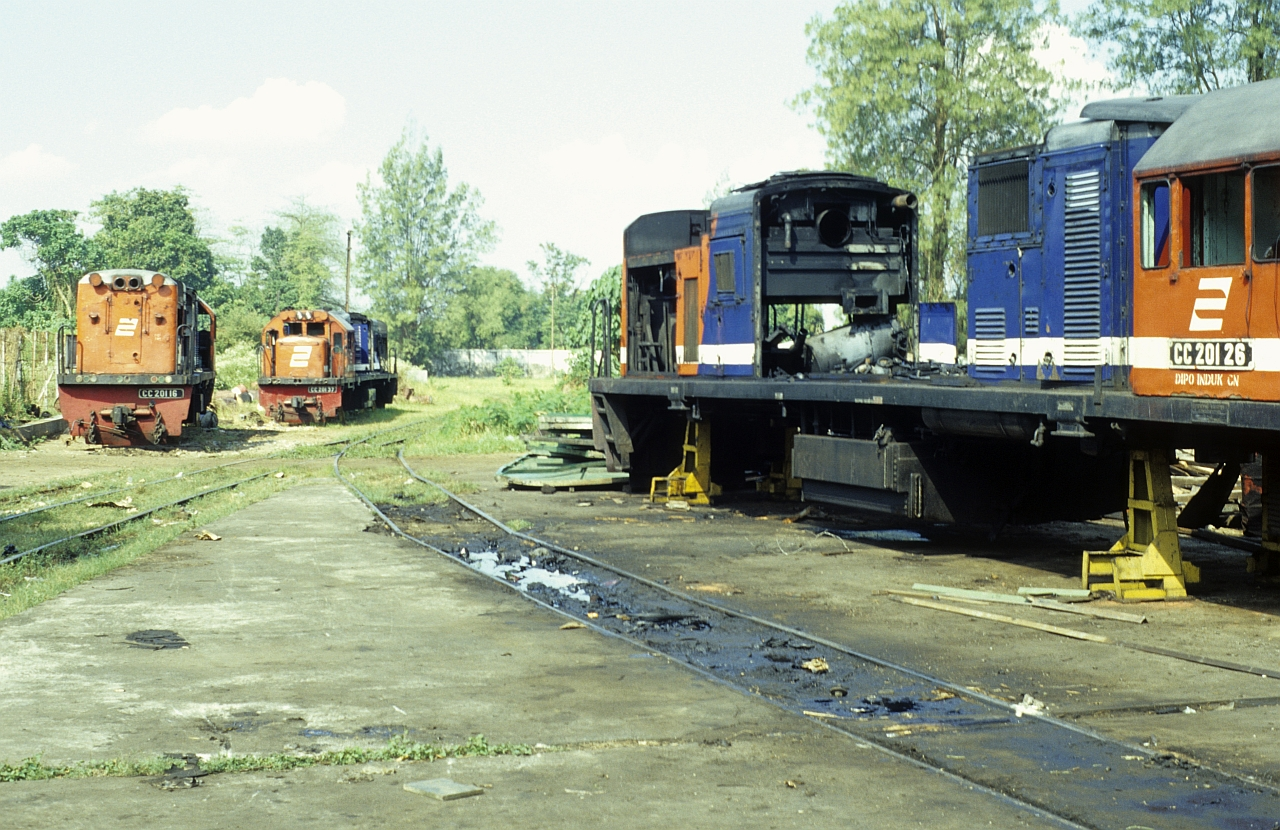
CC204形へ改番及び、大規模修繕工事が行われる前の「CC 201 26、CC 201 16、CC 201 37号機」
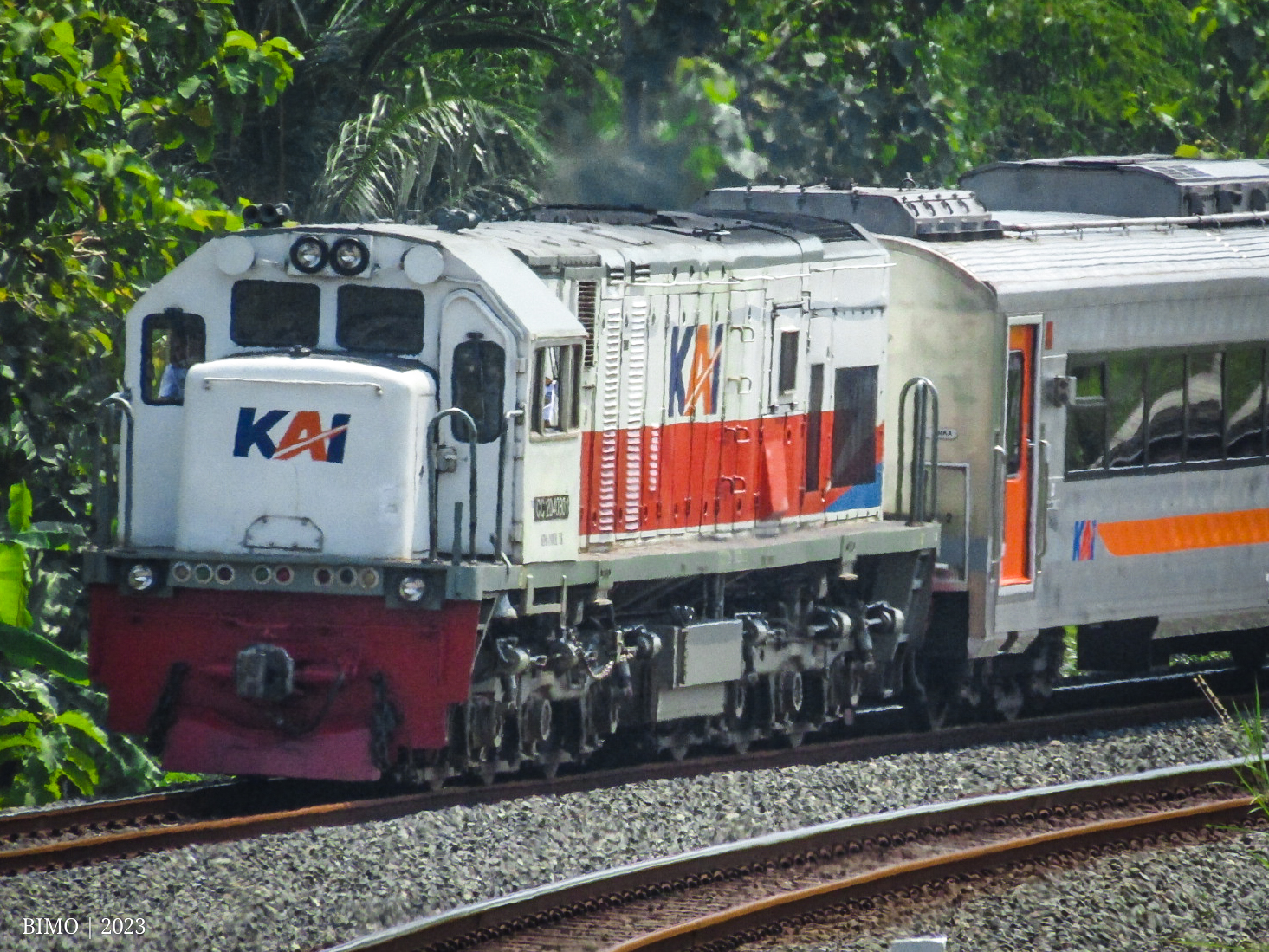
一次車であるCC204 03 01（01）号機

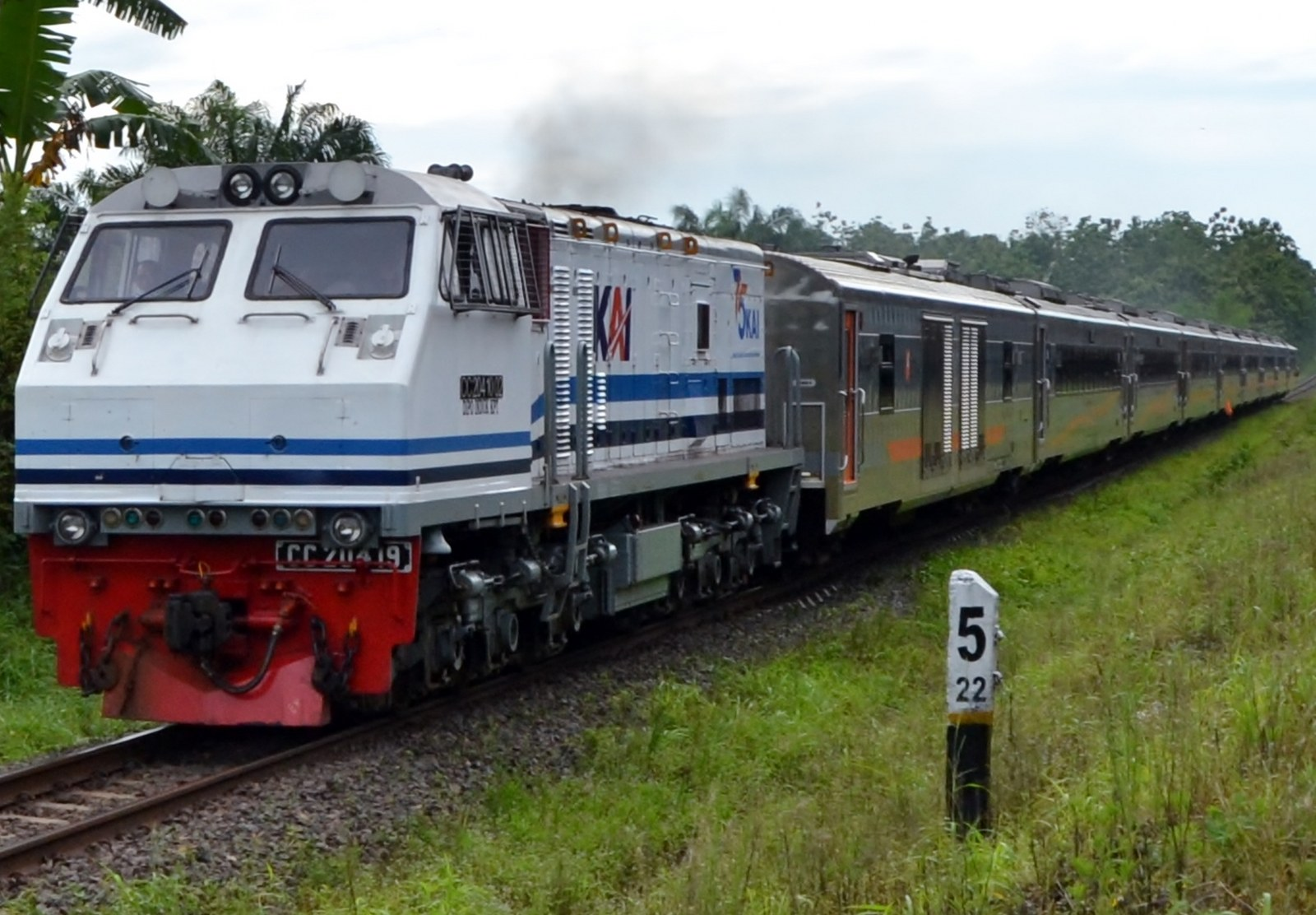
速度向上試運転が行われているCC204 10 02号機（ゲドゥングラトゥ駅にて）

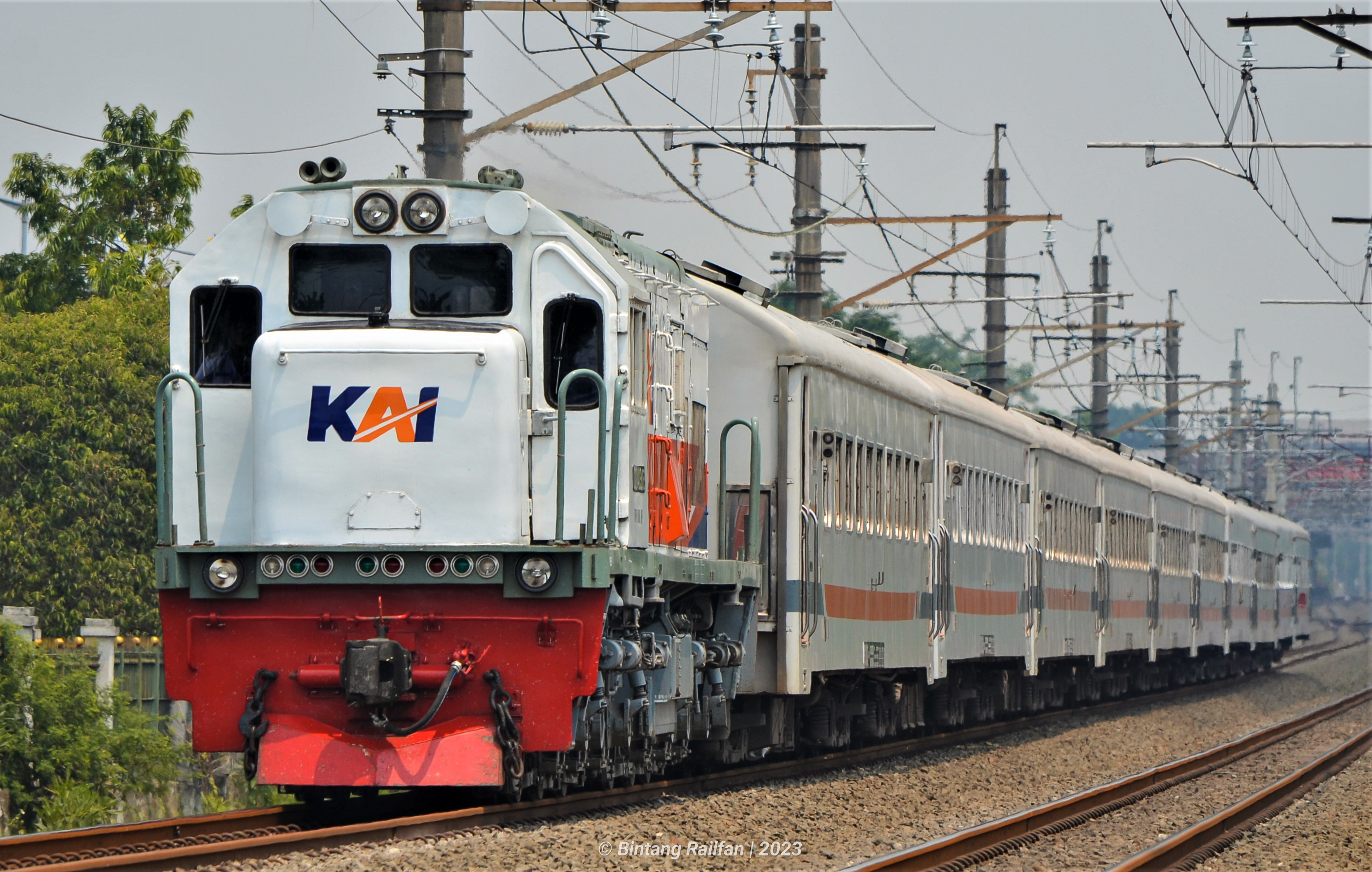
一次車であるCC204 03 05（05）号機

#### 二次車（C20EMP）
試験結果が非常に良好だったため、インドネシア鉄道会社はINKAと製造契約を締結し、さらに20両が製造されることになった。C20EMPはGEから納入され、INKAでノックダウン生産が行われた。車両番号としてCC 204 08 ～ 11 として割り振られたが、後にCC 204 12 ～ 17 に改番されている。さらに2010年から全車種に及ぶ改番が行われ、CC204 06 01 - 02、CC204 07 01 - 02、CC204 08 01 - 02、CC204 09 01 - 04に改番された。CC204 08-09は2006年に、CC204 10-11は2007年に納入された。その後、2011年に生産が終了するまでに合計30両が製造された。
| 製造時の車両番号 | 一回目の改番 | 二回目の改番 |
| ---------------- | ------------ | ------------ |
| CC 204 08        | CC 204 08 01 | CC 204 06 01 |
| CC 204 09        | CC 204 08 02 | CC 204 06 02 |
| CC 204 10        | CC 204 08 03 | CC 204 07 01 |
| CC 204 11        | CC 204 08 04 | CC 204 07 02 |
| CC 204 12        | CC 204 08 05 | CC 204 08 01 |
| CC 204 13        | CC 204 08 06 | CC 204 08 02 |
| CC 204 14        | CC 204 08 07 | CC 204 09 01 |
| CC 204 15        | CC 204 08 08 | CC 204 09 02 |
| CC 204 16        | CC 204 08 09 | CC 204 09 03 |
| CC 204 17        | CC 204 08 10 | CC 204 09 04 |
| CC 204 21        | CC 204 10 04 | CC 204 11 01 |
| CC 204 22        | CC 204 10 05 | CC 204 11 02 |

注: CC 204 18～20 及び CC 204 23～37 については車両番号の変更はない。
ジャワ島では、CC203形と並んでアルゴクラスの都市間列車やエグゼクティブ列車を牽引する。過去には南スマトラ島で石炭輸送の牽引で使用されていたが、ジャワ島のCC206形機関車に置き換えられた。現在では、旅客列車、短距離の石炭輸送列車や軽量貨物列車（燃料・パルプ・セメントなど）を中心に使用される。CC204形の外装として2本の青いストライプを特徴とする塗装である。従来形式であれば車両前面にインドネシア運輸省のロゴ、そしてインドネシア鉄道公社のロゴステッカーが貼られているが、当形式には貼られていない。2011年と2020年のロゴ変更が行われた後も塗装は変わっていない。

## 車両概説
この機関車の車軸配置はCo'Co'であり、2つの台車が3動軸を独立した電動機で駆動することを意味する。1995年から2002年にかけて41両が製造されたが、うち4両を除き、インドネシア運輸省を通じゼネラル・エレクトリック社から資金協力を受けたために、車体前面に同省のマークが取り付けられている。最初の12両を除きPT INKAとGEトランスポーテーションの合弁であるGE Locomotive Indonesiaにより、インドネシア現地で生産された。37両がジャワ島に、4両がスマトラ島南部に配置されている。
CC201形と同じエンジン（GE 7FDL-8）を採用しており、空気力学に基づいた先頭部分（キャビン）のデザインは、オーストラリアのゴニナン機関車工場（現在のUGLレール）でゼネラル・エレクトリック社のエンジニアによる設計によって考案された。キャビンは修繕目的で PT INKA で製造されている。
ハルトノ A.S.氏は、鉄道雑誌 KAマガジンへの寄稿の中で、技術上は「CC201形のマイナーチェンジ車」であるが、先頭形状が空気力学的に優れており、運転台も広いと述べた。CC203形とCC201形の最大の違いは、2段ターボチャージャー付きのエンジンを搭載しており、出力が2,150馬力であることである。
当初はPT INKAで製造された「CC203 13～41号機（旧 ICTSI 1）」の運転台にエアコンを設置していたが、客室乗務員が寒さを感じ、雨が降ると浸水する可能性があったため、後にエアコンは撤去された。2017年から他形式の機関車と同様に再びエアコンが設置された。エアコン設置車両は2019年4月6日から使用開始され、第一陣となる「CC203 95 04号機」が運行された。

### 外観
CC201形の設計を発展させたもので、車体の短い側の先頭部分 (フード) を空力的な形状とし、運転室からの視界が改善されたほか、外観の無骨さが和らげられている。
登場当初は白い塗装に青い帯であり、側面と背面に「Perumka/PT KA」のロゴが付いていた。車両正面には運輸省のロゴが付いてる。2011年9月28日のインドネシア鉄道会社のロゴマーク変更に伴い、2011年から2014年にかけて定期的な全般検査を受けた後、塗装は徐々にNext Stepのロゴ（およびNext Stepスーパーグラフィックベルト）に置き換えられたが、一部の博物館では依然として古いロゴマークが付けられている。2020年のロゴマーク変更に関連して、古いロゴがあった場所には新しいロゴで上から塗りつぶされたりステッカーによって貼られた。
2024年2月から、スラバヤのシドトポ機関区に所属する「CC203 02 03号機」は、濃い青の帯が付いた白い配色に戻り、青い帯の上の側面と背面に2020年から使われた新ロゴマークが付いているが、前面には運輸省のロゴはない。 PT TELで使用される車両の場合は、配色は緑で、帯は黄色と赤となっている。

## 機関区別配置両数
| 配置場所            | 配置場所 | 車両番号                                                             | 配置両数 |
| 機関区名            | 電報略号 | 車両番号                                                             | 配置両数 |
| ------------------- | -------- | -------------------------------------------------------------------- | -------- |
| チピナン            | CPN      | - CC 203 98 03 - 08 - CC 203 01 06                                   | 7両      |
| バンドン            | BD       | - CC 203 95 04 - 95 06                                               | 3両      |
| スマラン・ポンコル  | SMC      | - CC 203 98 09, 98 16 - 17                                           | 3両      |
| プルウォクルト      | PWT      | - CC 203 95 02 - 03, 95 07 - 09, 95 12 - CC 203 98 01 - CC 203 02 01 | 8両      |
| ジョクジャカルタ    | YK       | - CC 203 95 01 - CC 203 01 07                                        | 2両      |
| マディウン          | MN       | - CC 203 95 11 - CC 203 98 18 - CC 203 01 05 - CC 203 02 04          | 4両      |
| シドトポ (スラバヤ) | SDT      | - CC 203 95 10 - CC 203 98 10 - 11, 98 13 - 15 - CC 203 02 02 - 03   | 8両      |
| ジュンベル          | JR       | - CC 203 98 02,98 12                                                 | 2両      |
| 合計                | 合計     | 合計                                                                 | 37両     |

| 型番   | 配置場所         | 配置場所 | 車両番号 | 配置両数 |
| 型番   | 機関区名         | 電報略号 | 車両番号 | 配置両数 |
| ------ | ---------------- | -------- | --- | -------- |
| C18MMi | ジョクジャカルタ | YK       | - CC 204 03 01 - 07 | 7両      |
| C20EMP | クレタパティ     | KPT      | - CC 204 06 01 - 02 - CC 204 07 01 - 02 - CC 204 08 01 - 02 - CC 204 09 01 - 04 - CC 204 10 01 - 03 - CC 204 11 01 - 17 | 30両     |
| 合計   | 合計             | 合計     | 合計 | 37両     |

## 事件
CC204形二次車20両の調達は、企業競争監督委員会 (KPPU) によって一時停止された。原因は2009年に20両の調達と入札に関して、インドネシア鉄道会社（以下、KAI）とGEトランスポーテーションの間で不正競争行為があったとの申立から始まった。 KPPUの決定書「05/KPPU-L/2010」には、「1999年法律第5号」に違反する疑いがあることを追及された。
被疑者はインドネシア鉄道会社米国支部とGEトランスポーテーションである。調査結果はインドネシア鉄道会社は法律第19条d項および第22条に違反していることが発覚し、GEは第22条に違反したことが証明した。最終的に、GEトランスポーテーションには15億ルピア、インドネシア鉄道会社には20億ルピアの罰金が科された。
KPPUは、KAIがGEを直接任命したのは入札プロセスを経ていないため、独占禁止法に違反していると追及した。KAIとGEは違反の疑いで異議を唱えた。最終的に、KAIとGEはバンドン市地方裁判所に異議を申し立てた。最終的に、KPPUの決定は覆され、証拠不十分のため両当事者が入札談合を行ったことは立証されなかった。しかし、KPPUはバンドン地方裁判所の判決に対して最高裁判所に控訴した。

## 事故

### CC203形
- 2001年12月25日、ウンプ・ジャワ号(KA146列車) を牽引していたCC 203 17号機が、操車場でCC201 44号機に牽引されていた GBMS号(KA 153列車) に衝突しました。原因は、KA146列車の運転手がチレドゥグからの西ケタングンガン進入信号の赤/危険信号を無視したために発生した。この衝突の結果、KA146列車の運転手を含む31人（後に45人）が死亡し、53人が負傷した。
- 2006年4月14日、グロボガンのグブグ駅の東操車場で、センブラニ号（KA 40列車）を牽引していたCC 203 39号機（現在はCC203 02 02号機）が、ケルタジャヤ号（KA150列車）を牽引していたCC201 135R号機（現在はCC201 83 54号機）に衝突した。 CC 201 135R は大破し、CC203 39号機は大きな損傷を受けたが両車両ともに修理された。 15人が死亡、26人が負傷した。
- 2010年1月24日、スラバヤ市ボネックのサッカーサポーターによる投石の標的として、CC203形3両が標的となった。スラカルタの住民によると、ジャラク・ハルパット・スタジアムでサッカーの試合を観戦しようとしていたボネックのメンバー数名が、スラカルタ市内の線路沿いの住民の家に石を投げつけたという。ピーク時には、CC 203 02 03号機が牽引する臨時列車 (KLB) がスラカルタ住民によって攻撃され、線路沿いやプルウォサリ駅、ソロ・ジェブレス駅付近で投石が行われ、車窓は全て割れていた。大きな損傷を受けた CC 203形は3両あり、CC 203 02 03号機、CC 203 95 02号機、CC 203 98 12号機であった。CC 203 95 02号機はパスンダン号を牽引していたが、一般乗客が乗車できなくなったが、アルゴ・ドゥイパンガ号を牽引することになっていた CC 203 98 12号機はボネック グループを彼らの故郷へ連れ戻す任務に割り当てられた[19]。
- 2010年10月2日、以前スラカルタの暴動に巻き込まれていたCC203 40 (CC 203 02 03)号機が、中部ジャワ州ペマランのペタルカン駅でアルゴ・ブロモ・アングレック号(KA4列車)を牽引していたCC 203 40 (CC 203 02 03)号機とセンジャ・ウタマ・スマラン号と衝突した。事故に巻き込まれたCC203 02 03号機は、前照灯が壊れ、塗装が剥がれる程度の損傷しか受けなかった[20]。
- 2013年4月28日、CC203 98 16号機は運転手なしでスマラン・ポンコル機関区からケンダル県カリウン地区ノロケルト村まで単独で走行していた。原因は人為的ミスであり、死傷者はいない[21]。
- 2022年2月27日5時16分に、CC203 98 10号機の前面が大破する事故が発生した。ブリタール・ケルトソノ線でドーホ号を牽引していた同機が、159+5キロ地点のトゥルンガグン駅とングジャン駅間の標識のない踏切でハラパンジャヤのバスと衝突事故を起こしたためである[22][23]。

### CC204形

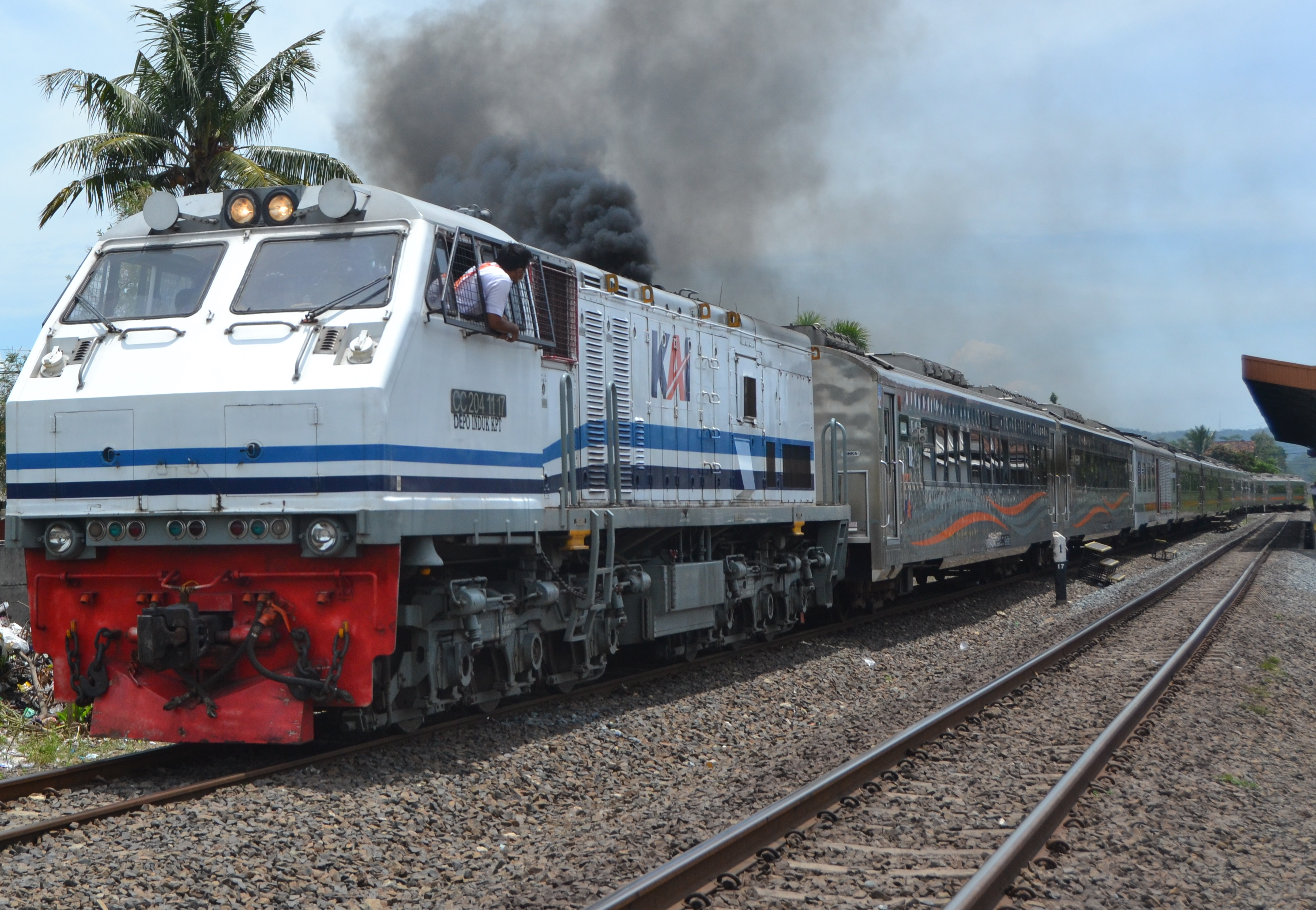
CC 204 11 17号機で起きた炎上事故は、ラブアン・ラトゥ駅で発生した。写真では機関車が濃い煙を吐いているのが視認できる。

- CC 204 11 17号機で起きた炎上事故は、ラブアン・ラトゥ駅で発生した。写真では機関車が濃い煙を吐いているのが視認できる。2020年10月2日、パサール・セネン～キアラコンドン～クロヤ～プルウォケルトで運行されているセラユ・パギ号（KA 322列車）を運行していた機関車CC 204 03 04号機が、17時30分にマノンジャヤ駅とシアミス駅間の道路区間のキロ285+01で脱線事故を起こした。脱線した機関車を救援するために、バンドンからキロフ救助列車とクレーンが出動した。セラユ・パギ号の乗客はバスでバンジャル駅まで代走され、代替列車が用意された。その後、バンドン – スラバヤ・グベンで運行されているトゥランガ号（K78列車）はチルボン経由へ迂回せざるを得なくなった。

- 2021年11月4日、TNI KLB号の牽引に就き、16両の車両を牽引していたCC204 11 17号機が、バンダルランプン州ラブアン・ラトゥ駅で機関車の屋根と側面から火災事故が発生した[24]。死者は出なかったが、タンジュン・カラン駅から代替機関車を待つ必要があったため、KLBの運行は130分遅れた。原因は機関車のエンジンの過熱または過剰な熱によって引き起こされた。当該車両は、濃い煙と炎を放出した[25]。
- 2021年11月20日、パレンバン行きのラパティタンカー貨物（KA 3770A列車）は、CC204 11 17号機（16日前の事故当該車両）に牽引され、8両のオープンカーと15両のボイラーカーを牽引していましたが、給水車に衝突して脱線し横転した。 BAUは線路の近くに放水している[26]。死者は出なかったが、運行は数時間にわたって混乱した。当該車両は左側に重大な損傷を受けたため、自走できずにラハト車両工場まで救援車両によって回送された。
- 2023年1月26日、ジョグジャカルタ-マディウン-スラバヤ・グベンで運行されているサンチャカ・マラン号（KA 176A列車）を牽引していたCC204 03 01が自動車輸送トラックとの衝突事故が発生した。死者は出なかったが、CC204 03 01号機の短い先端部分が軽微な損傷を受け、サンチャカ号は最大110分間遅延した。原因は自動車輸送トラックのシャシーが線路にはまり、前進も後退も不可能になったことである。幸運なことに、サンチャカ号は適切にブレーキをかけたため、致命的にはならなかった。

## ギャラリー

### CC203形

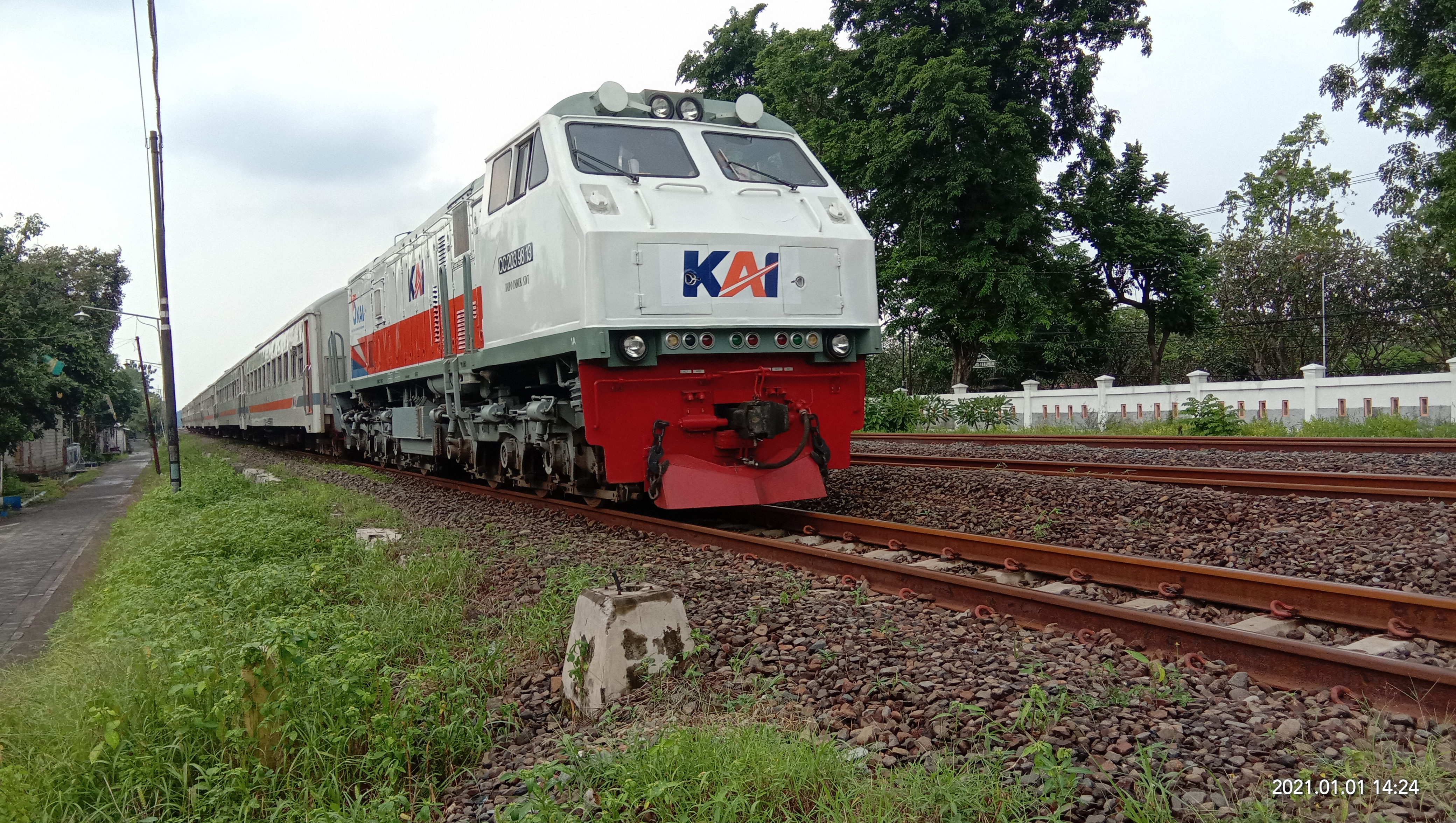
CC203 25号機
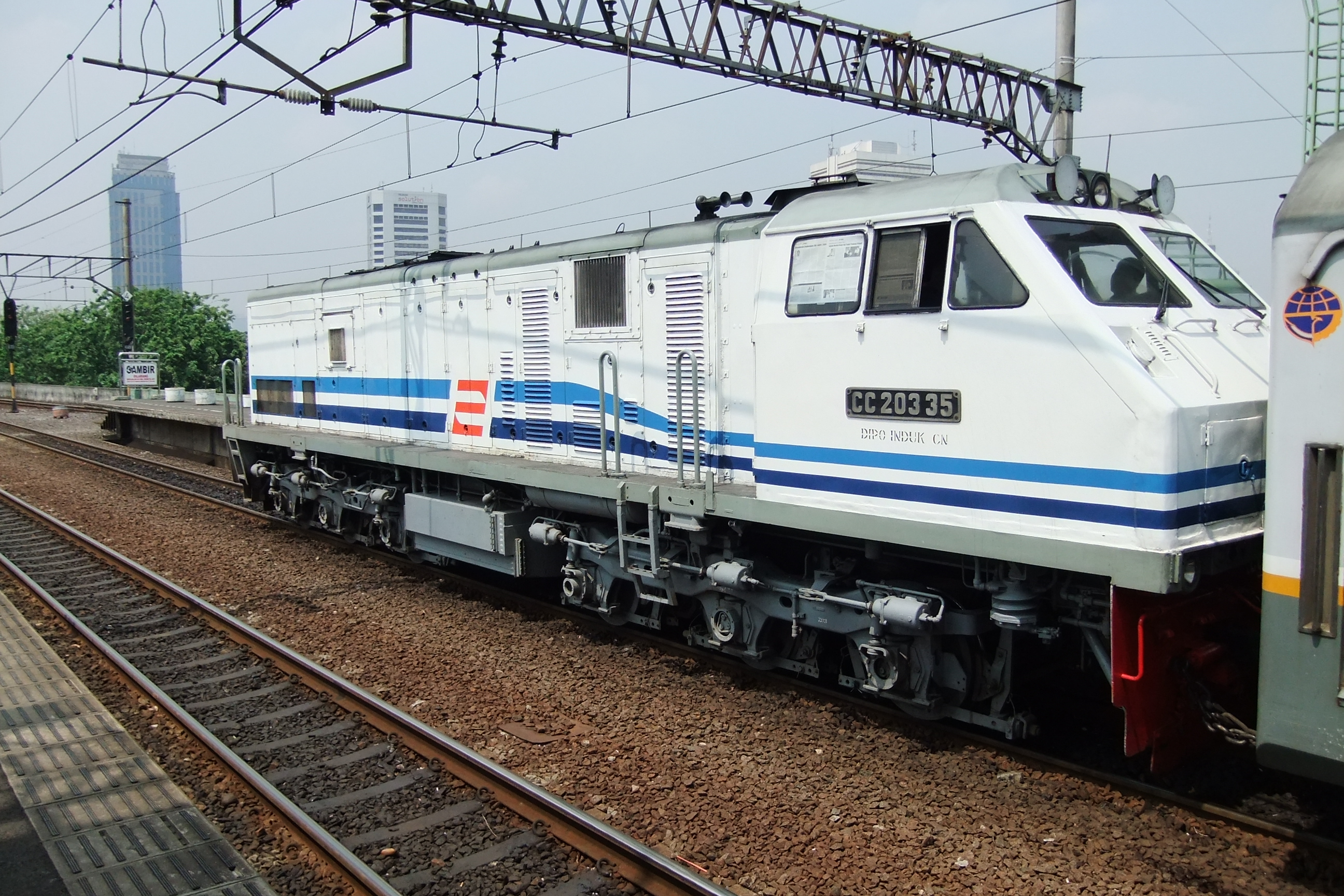
アルゴ・ジャティ担当のCC203 35号機
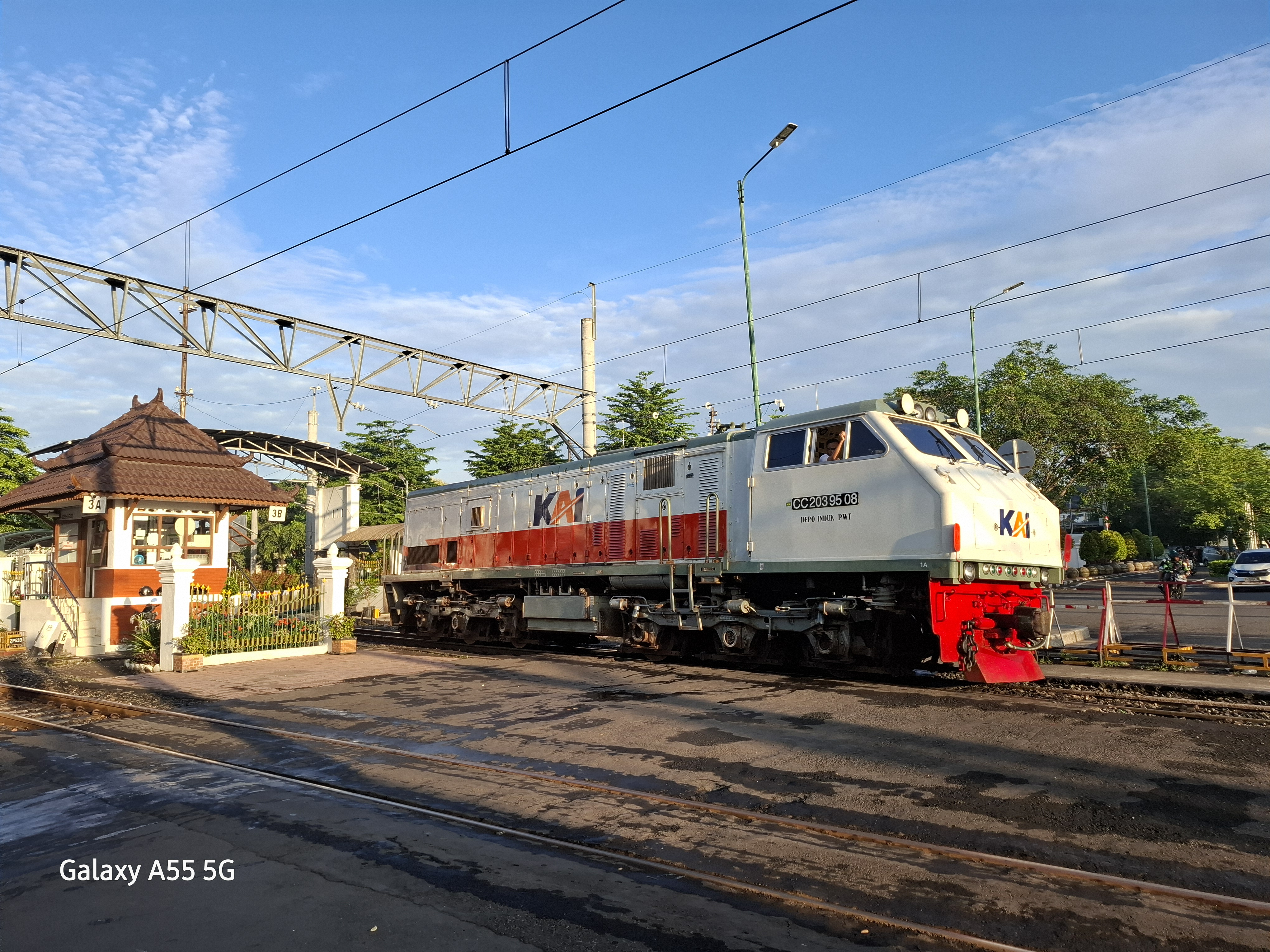
CC203形（ジョグジャカルタ駅）
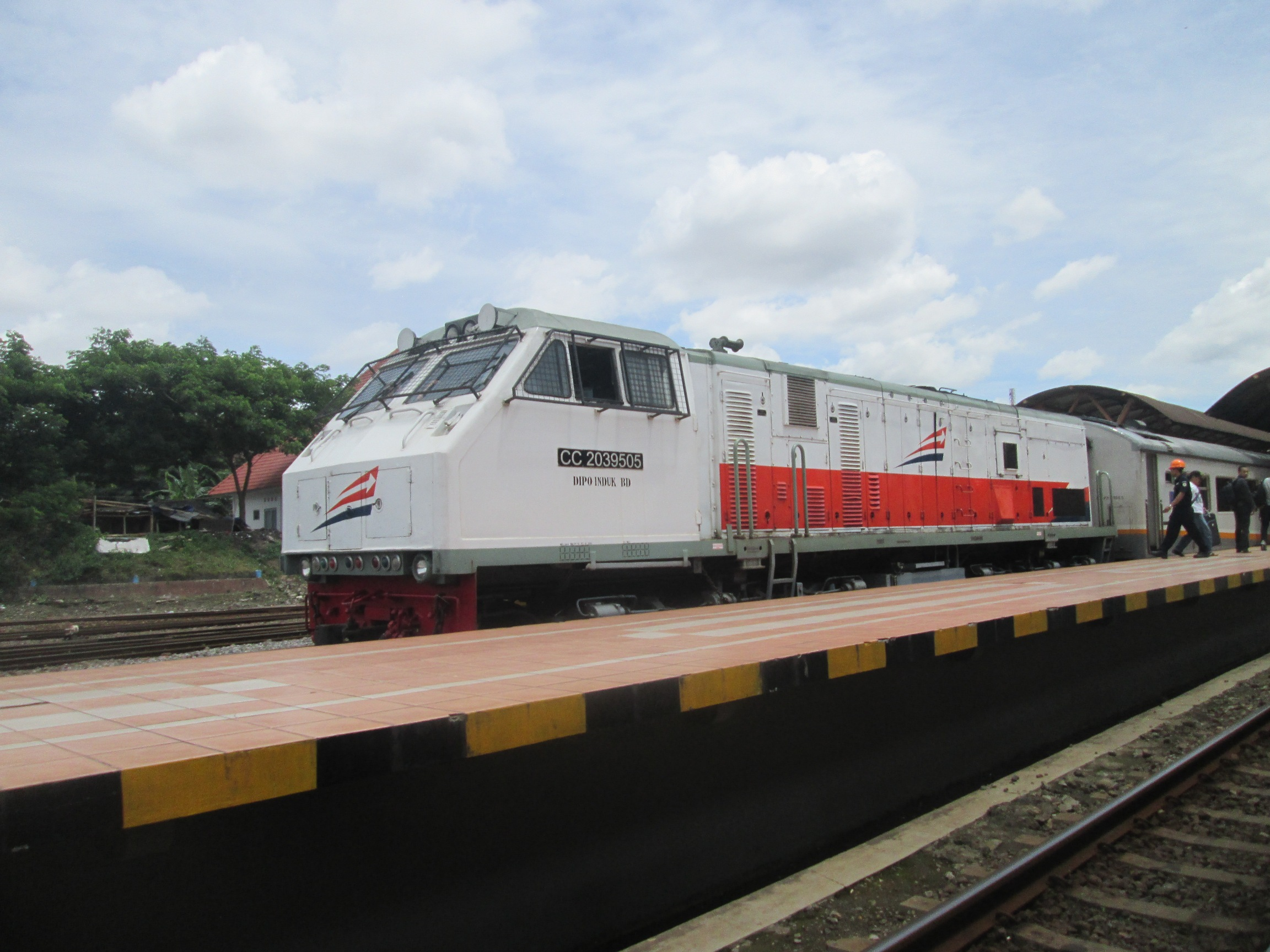
アルゴ・ウィリス列車を担当するCC203 95 05号機 （ジョグジャカルタ駅）
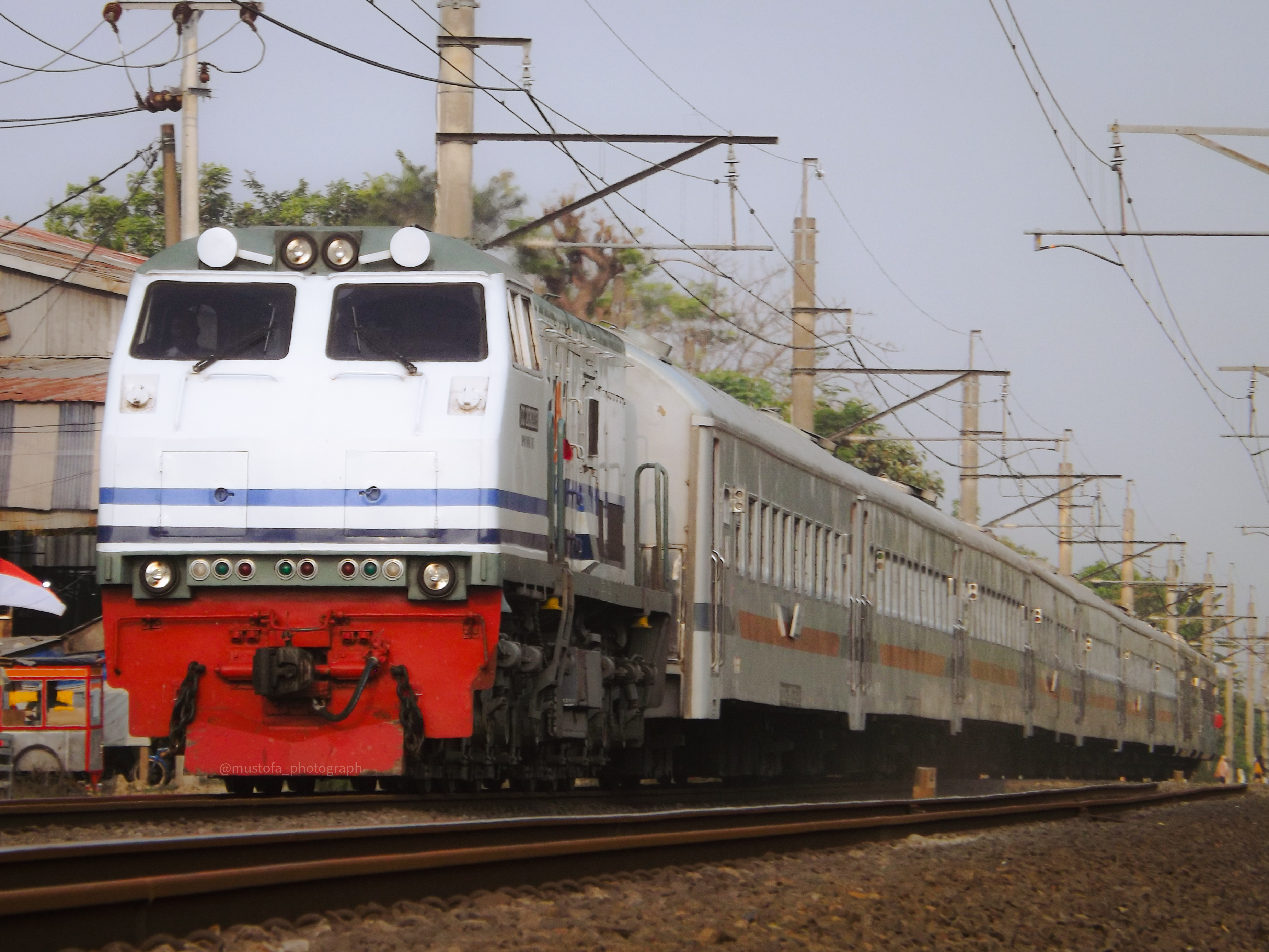
CC203 40号機
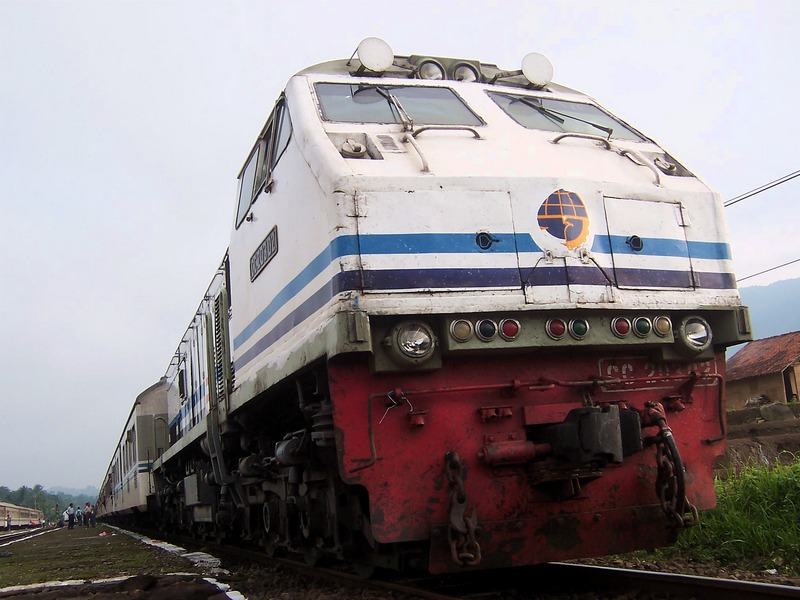
タクサカ号を牽引するCC 203 95 02号機 （レゴク駅、2005年) 同機は、GEトランスポーテーションによって直接製造された車両の一つである。
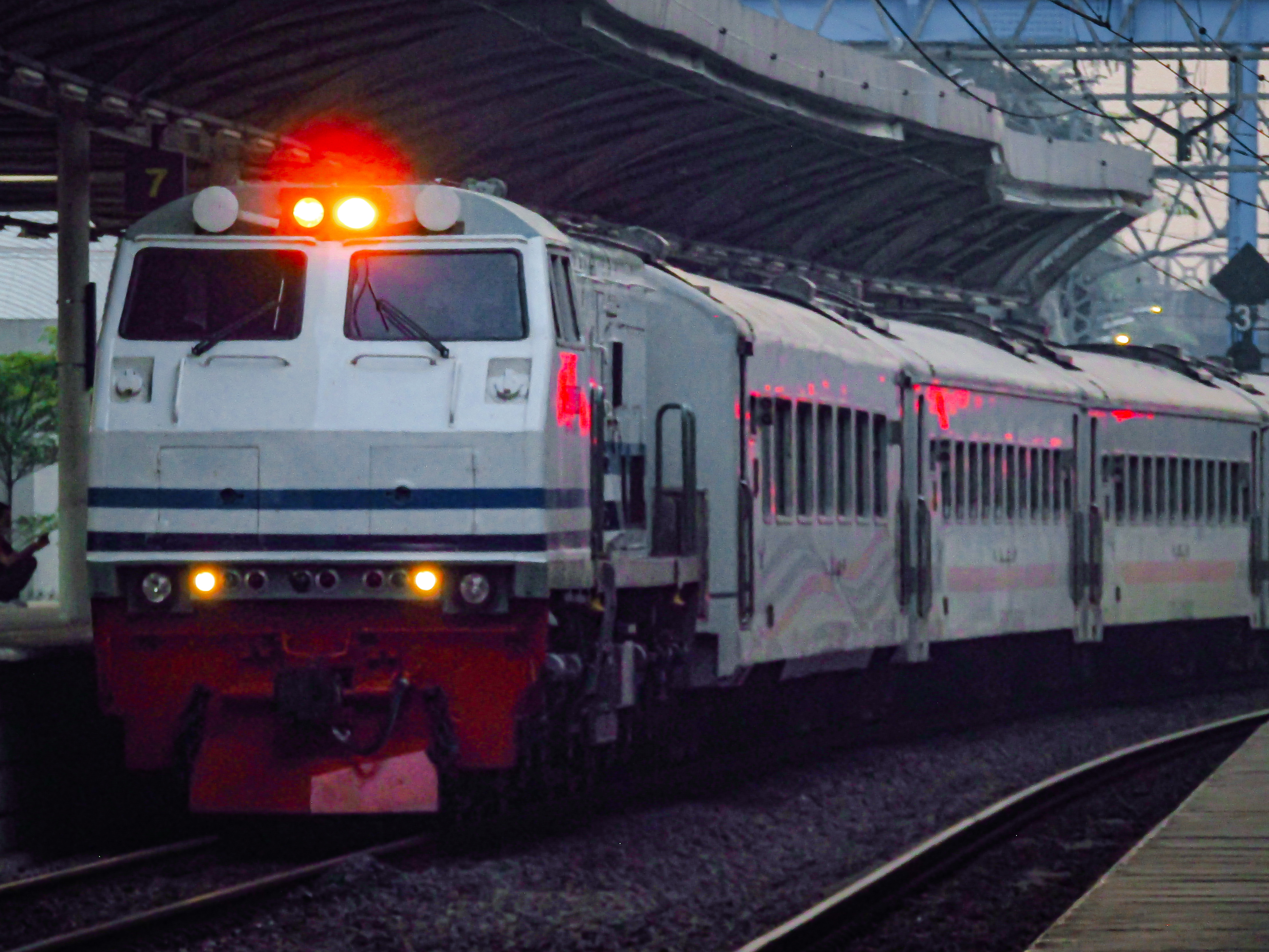
シンガサリ号を牽引する白と青を基調とする塗装のCC203 02 03（40）号機（ジャティネガラ駅）

### CC204形

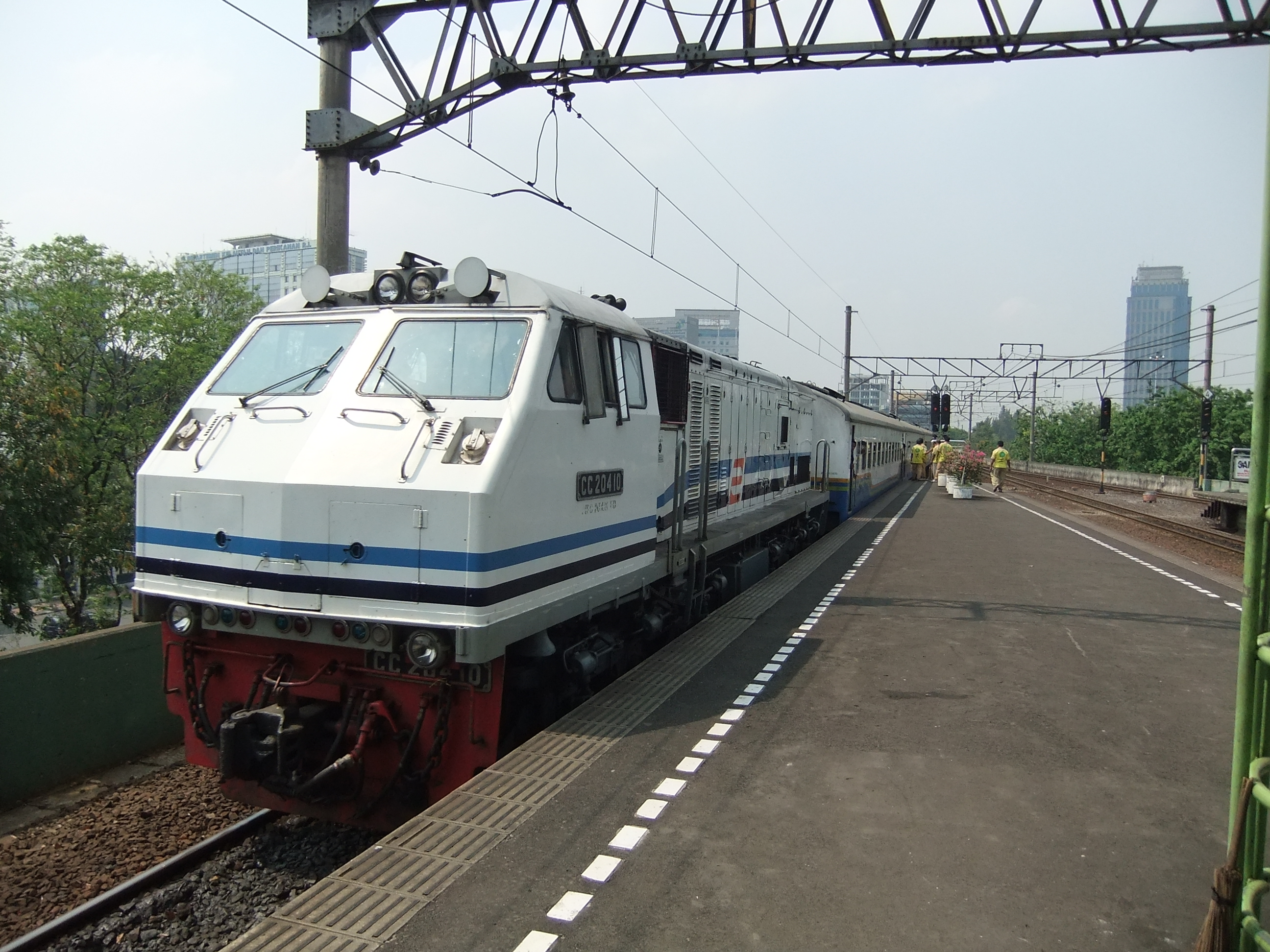
CC204 10号機 （ガンビル駅）
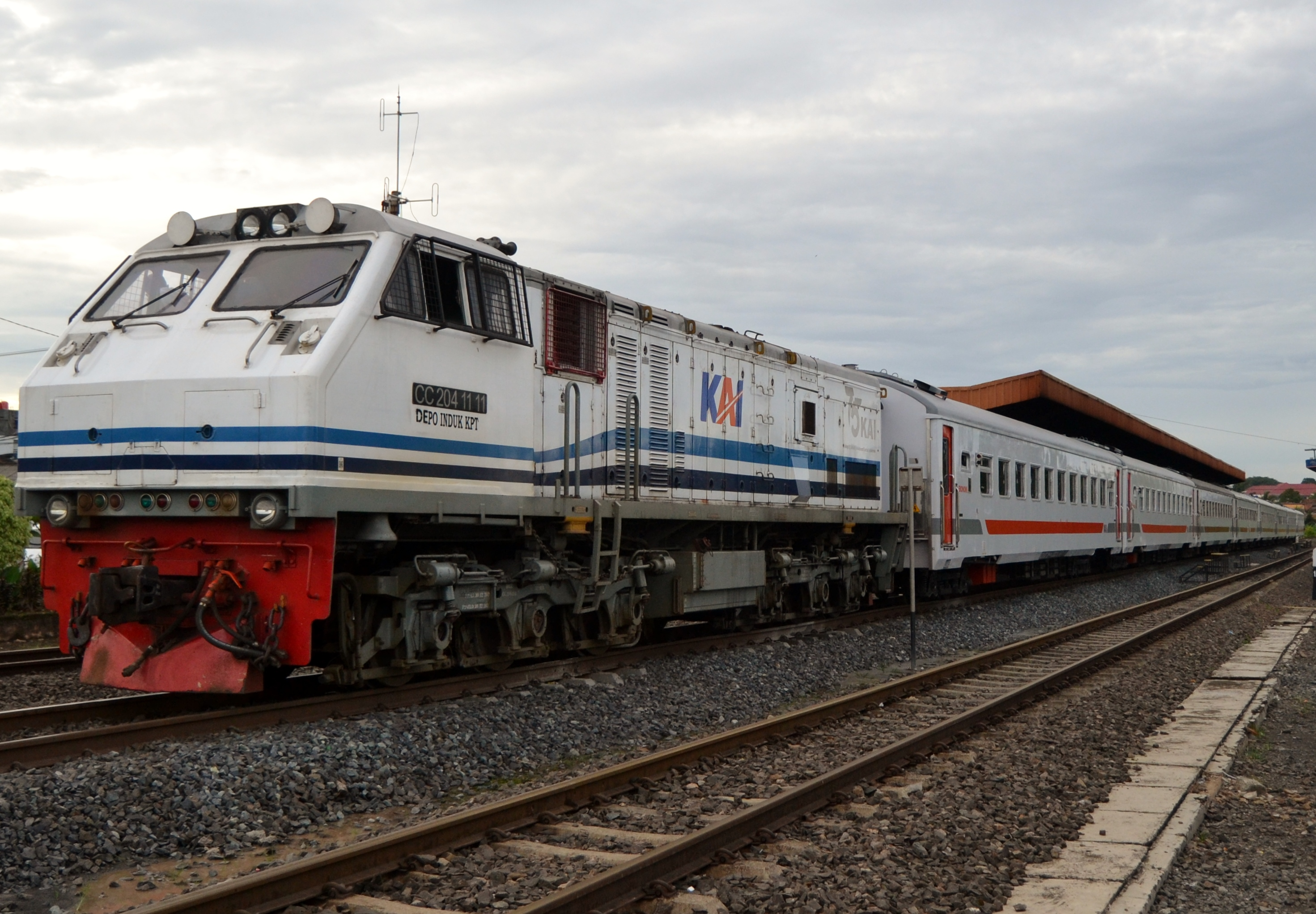
インドネシア鉄道会社のロゴが貼られているが、特徴的な2本の青いストライプが残る。
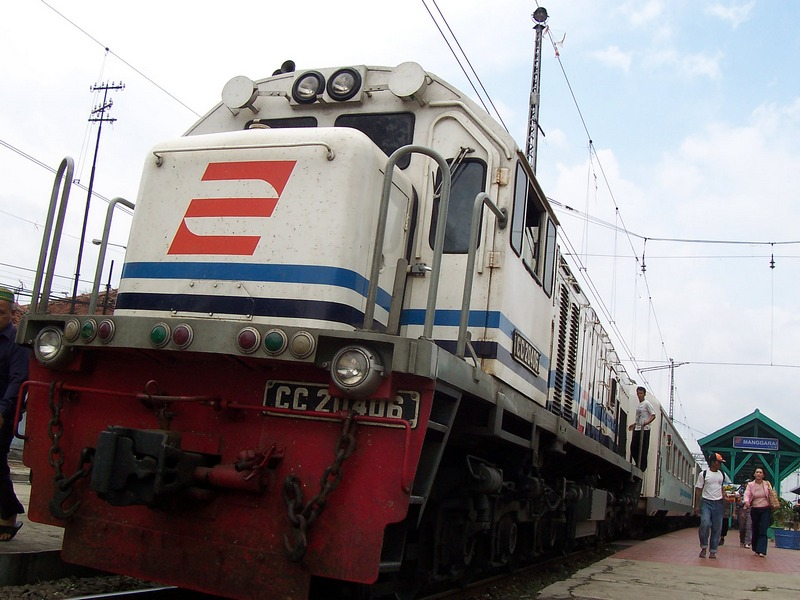
アルゴ・グデ号を牽引するCC204 06 (03 06)号機 （マンガライ駅, 2010年）
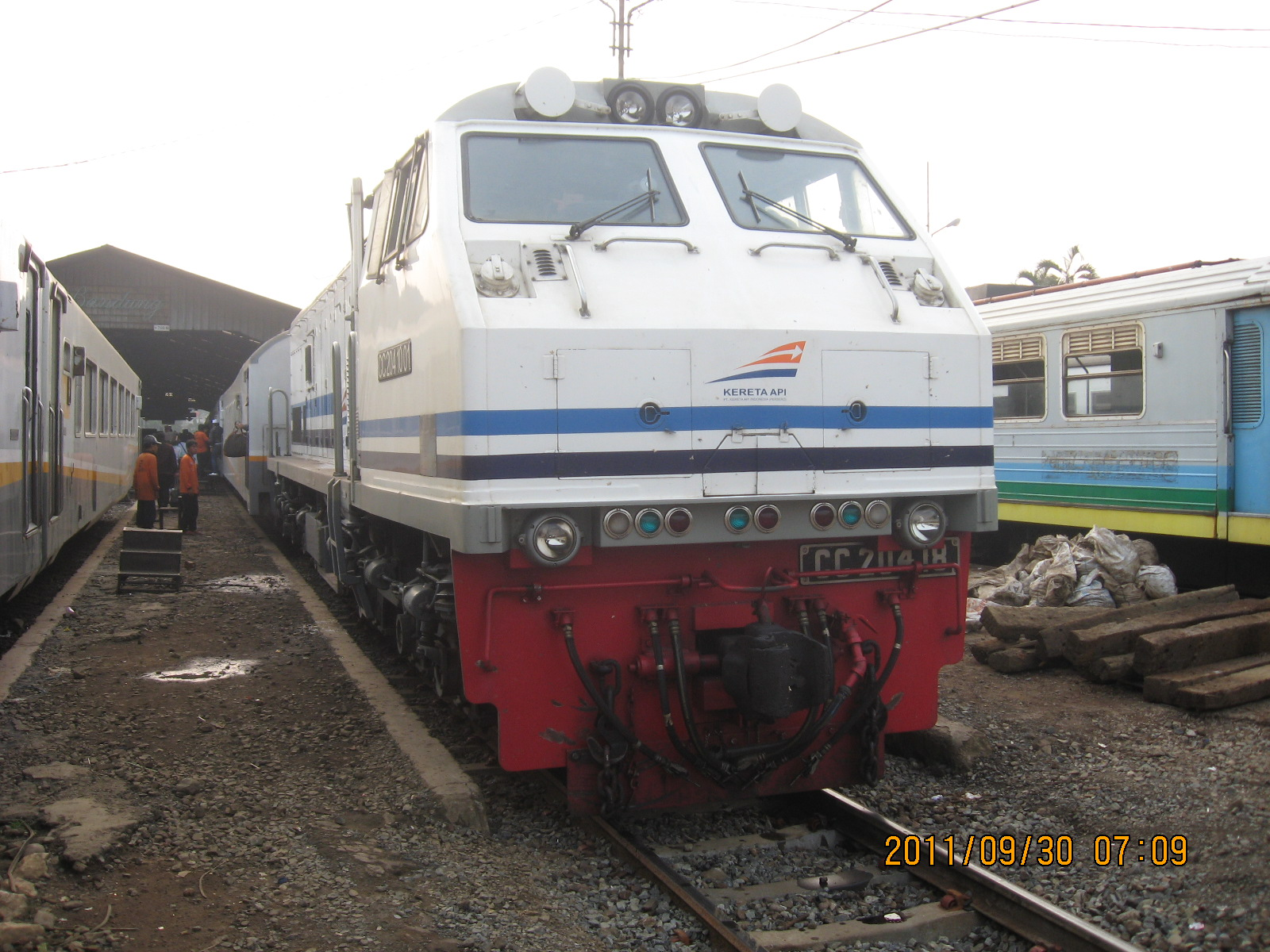
他機とは異なる塗装であったCC 204 10 01号機
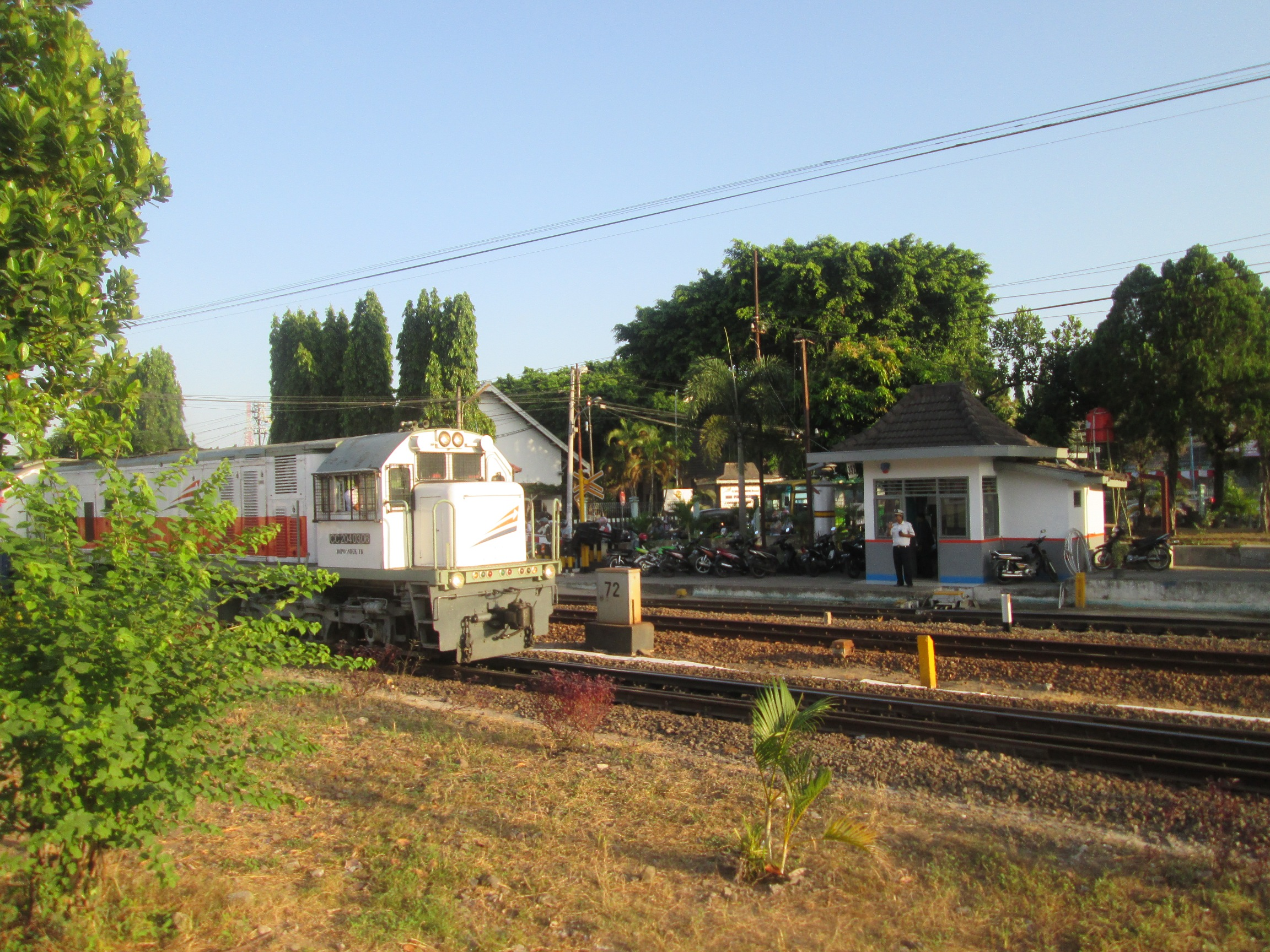
センジャ・ウタマ・ソロ号を牽引するCC204 03 06号機 （ランプヤンガン駅）
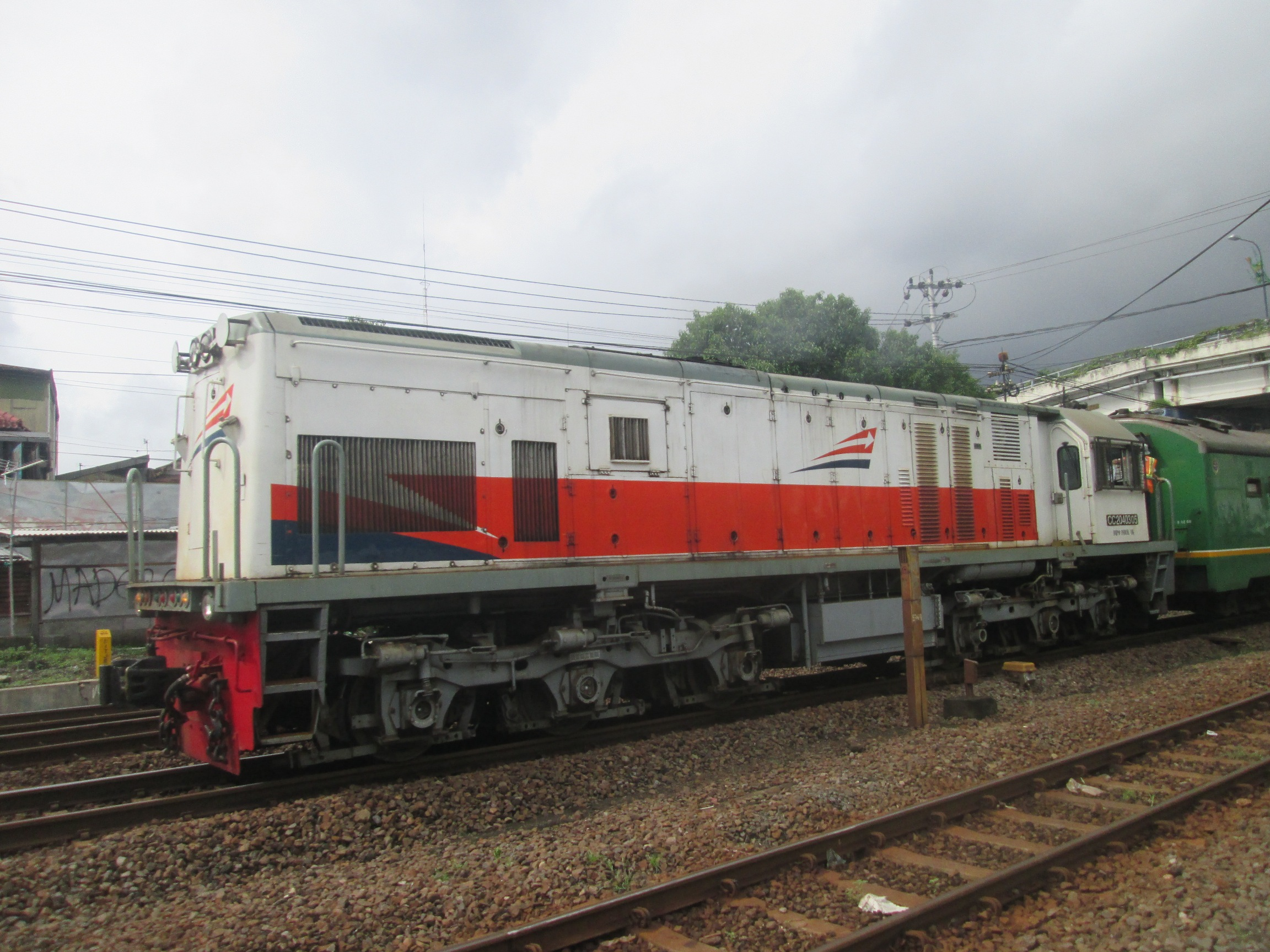
ボゴウォント号の入換作業をするCC204 03 05号機 （レンプヤンガン駅）
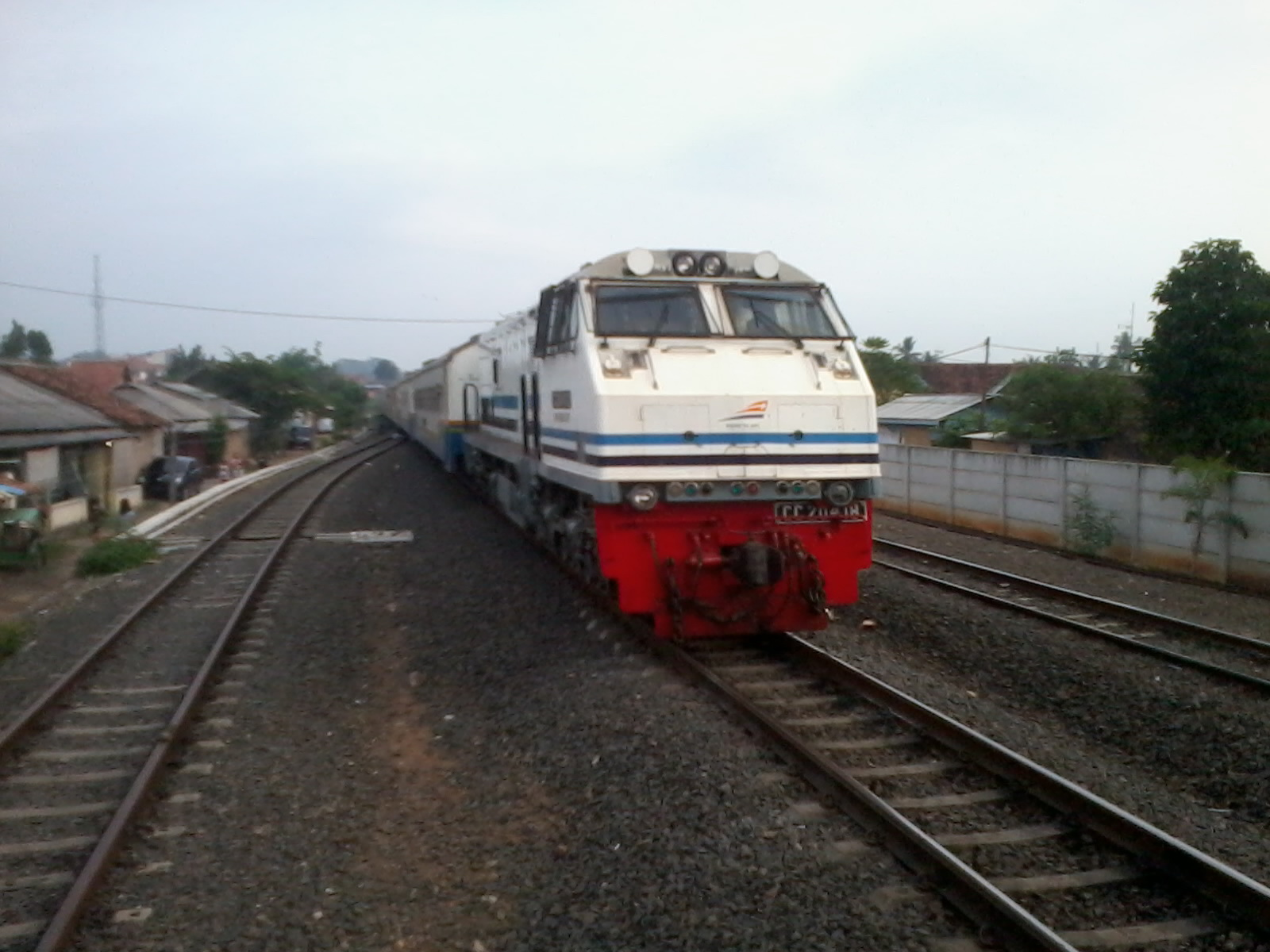
ウィジャヤ号を牽引するCC204 10 01号機 （ラブアンラトゥ駅）
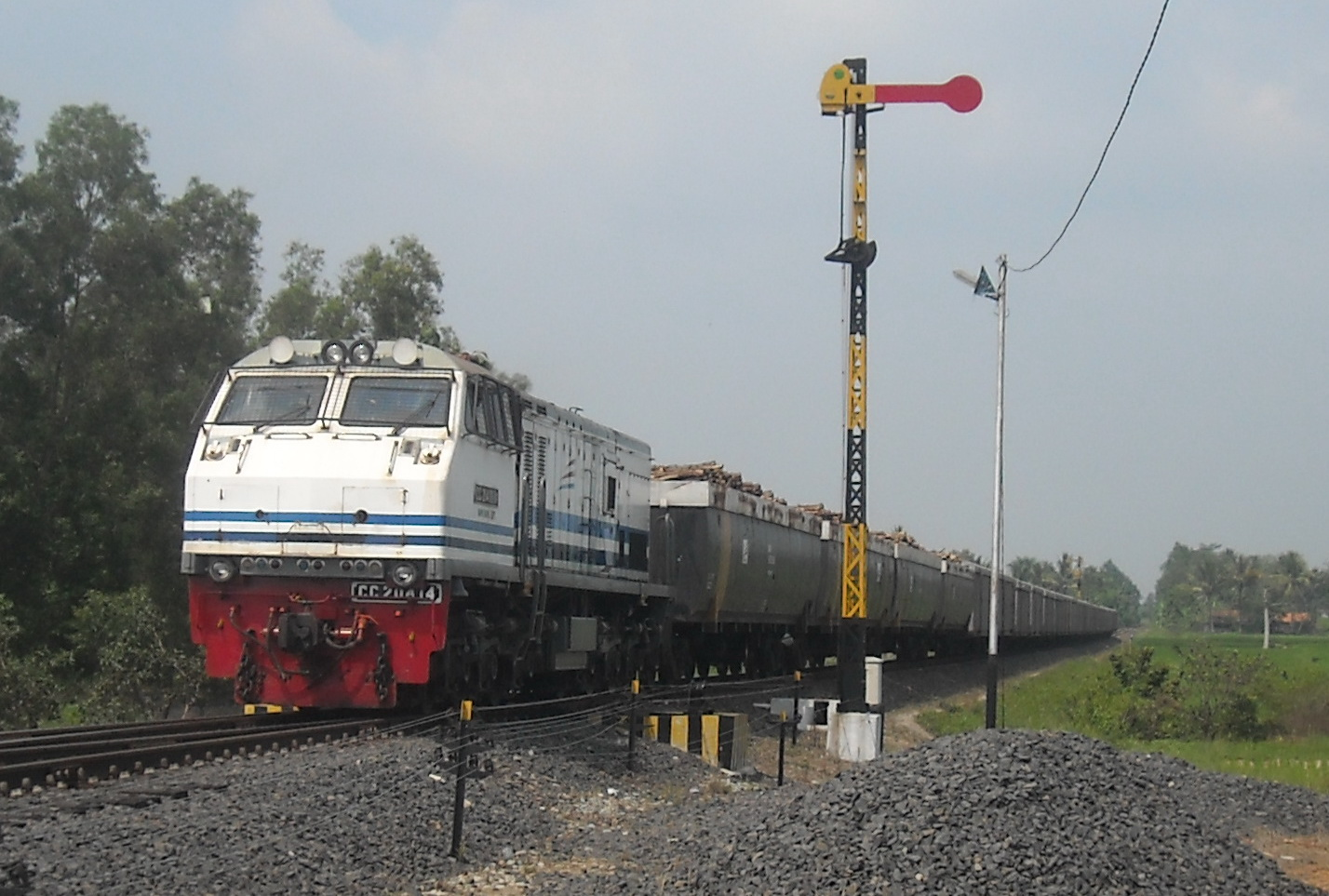
CC204 09 01号機 （ブランティ駅）
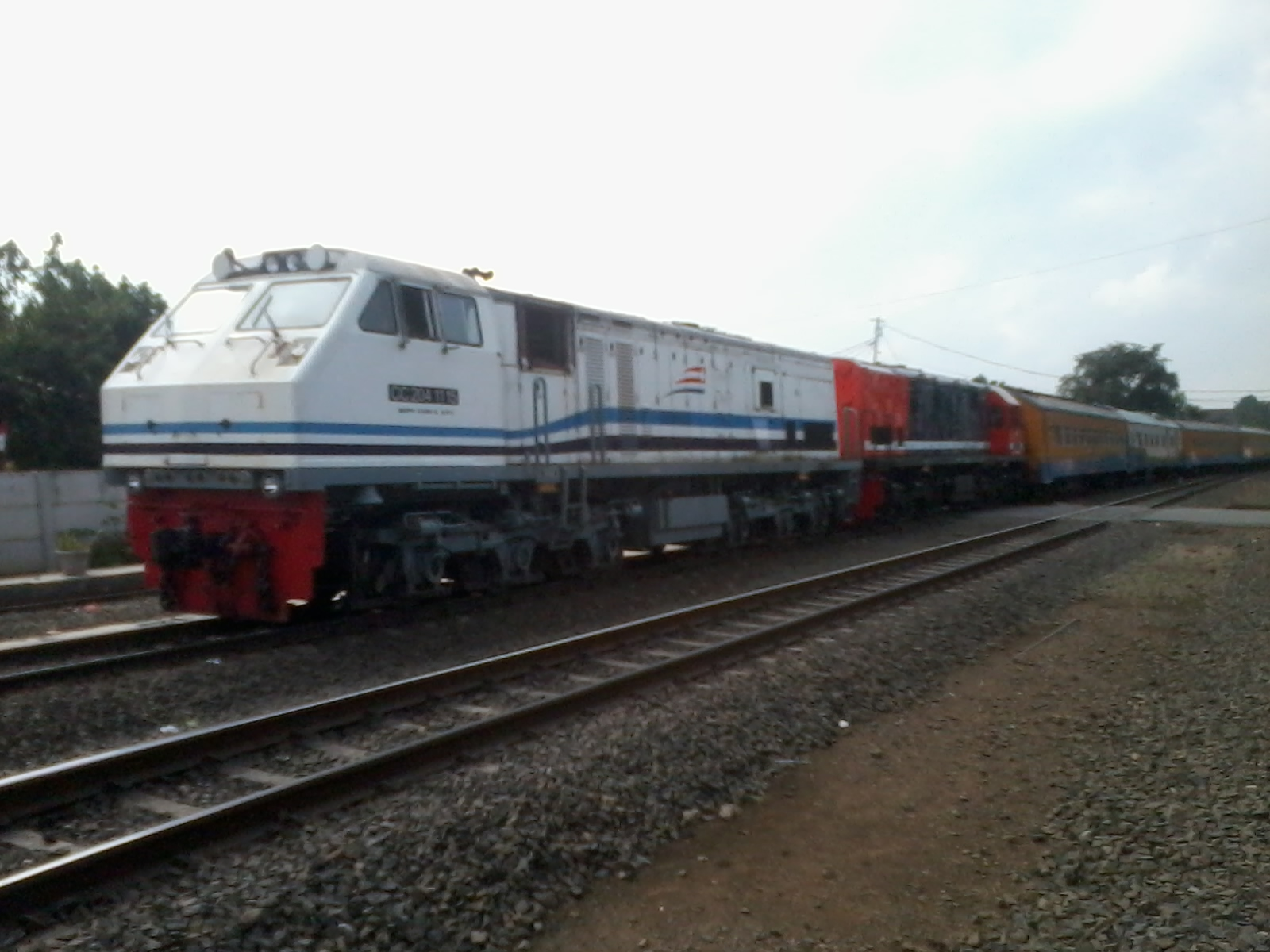
CC204 11 15号機、CC201 83 41号機による重連運転
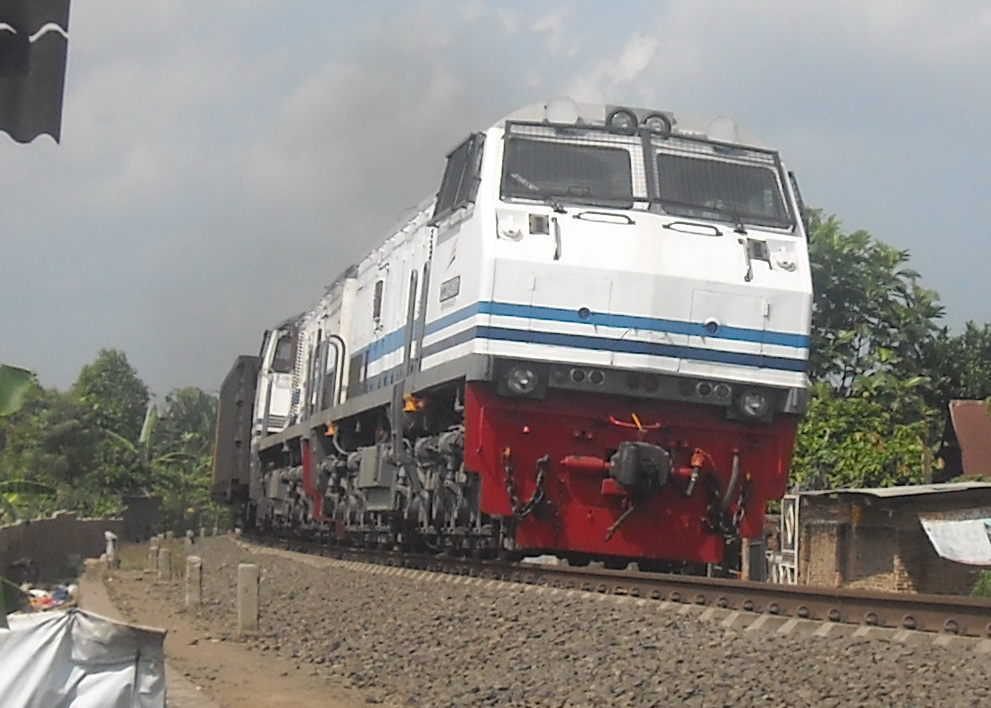
ババランジャン号の牽引で CC 204 11 03号機にCC 204 08 01が加わった
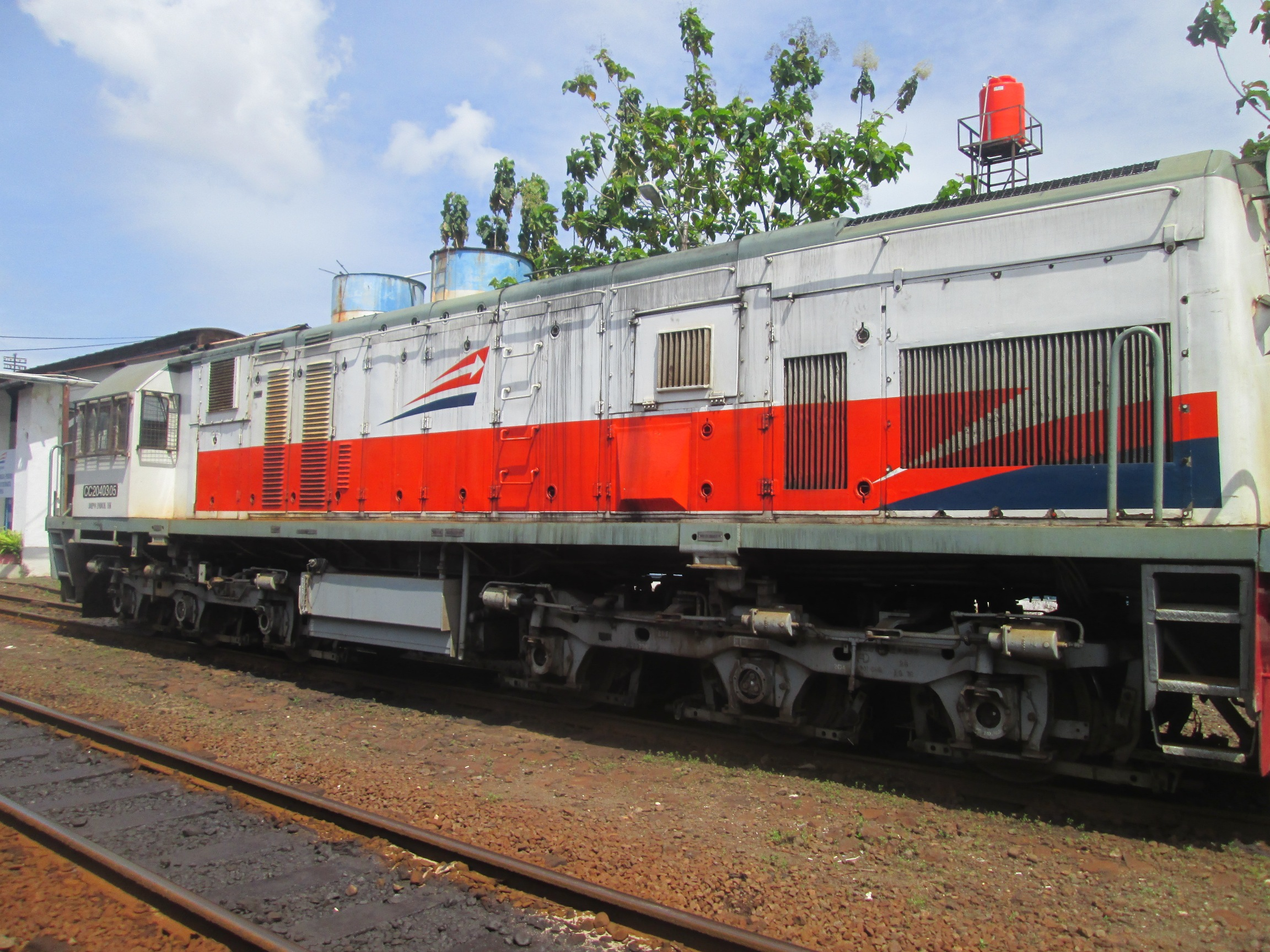
入換作業をするCC204 03 05号機 （ジョグジャカルタ駅）
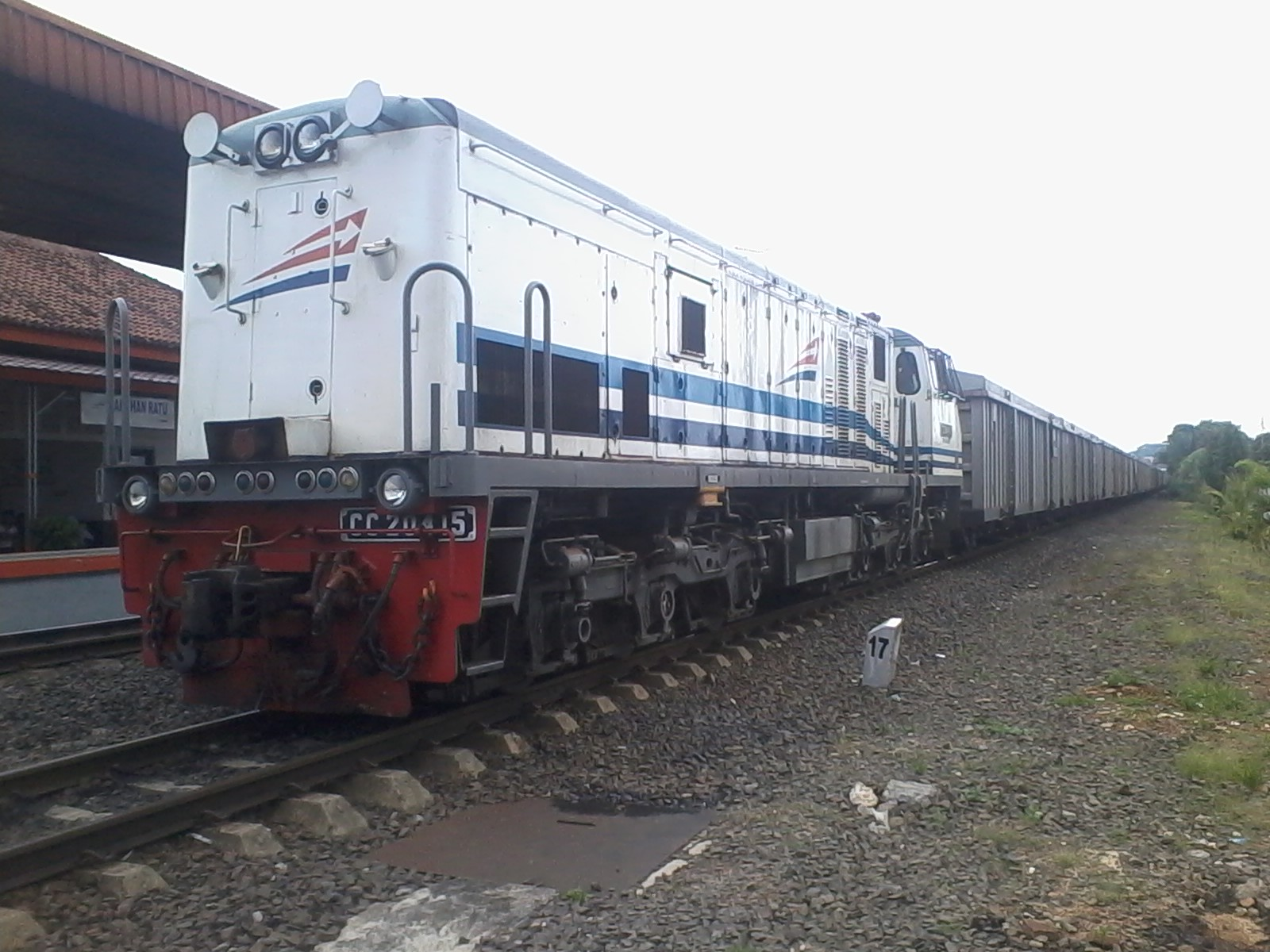
パルプ輸送列車を牽引するCC204 09 02号機
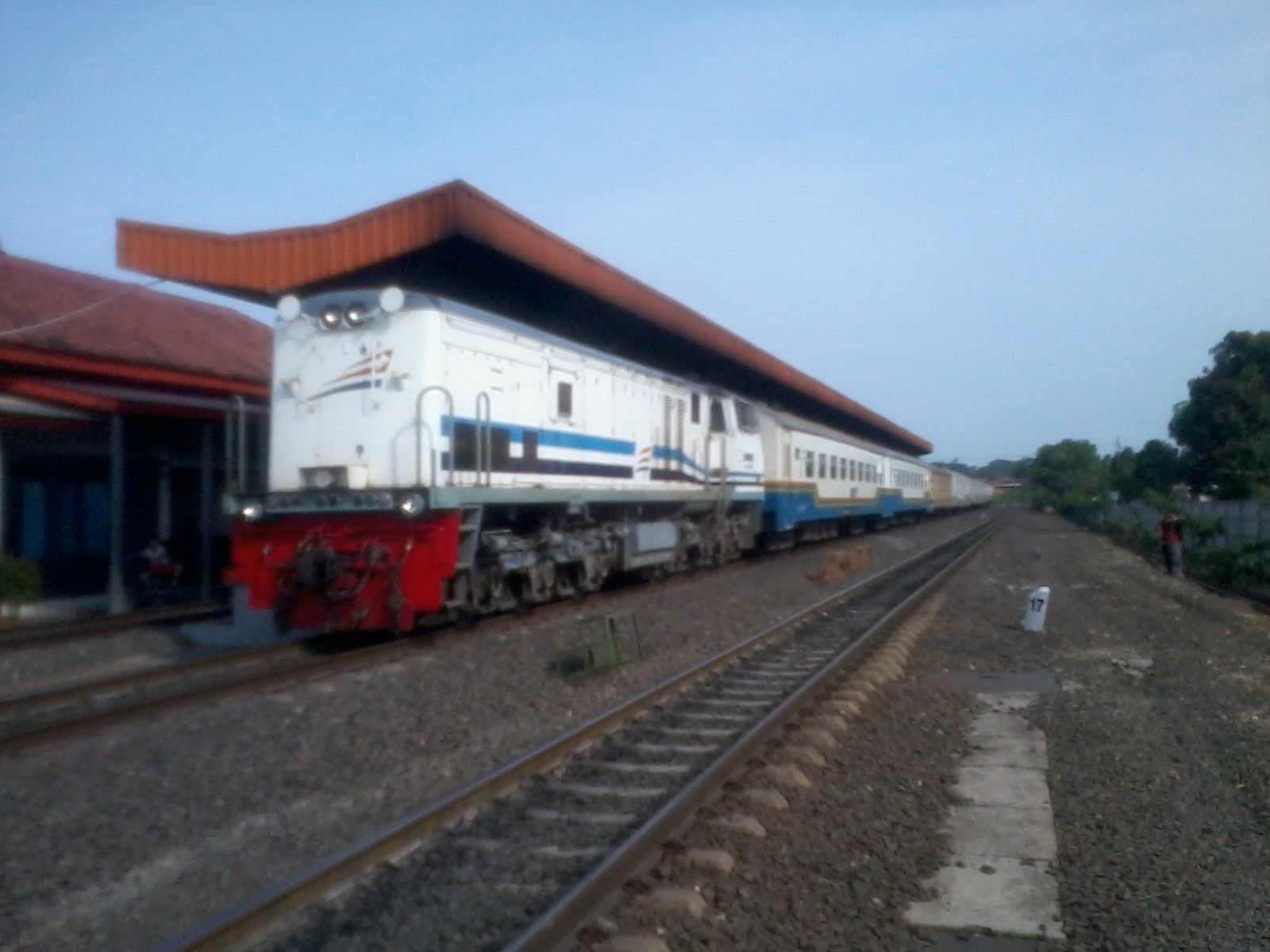
スリウィジャヤ・ライメックス号を牽引するCC204 11 03号機
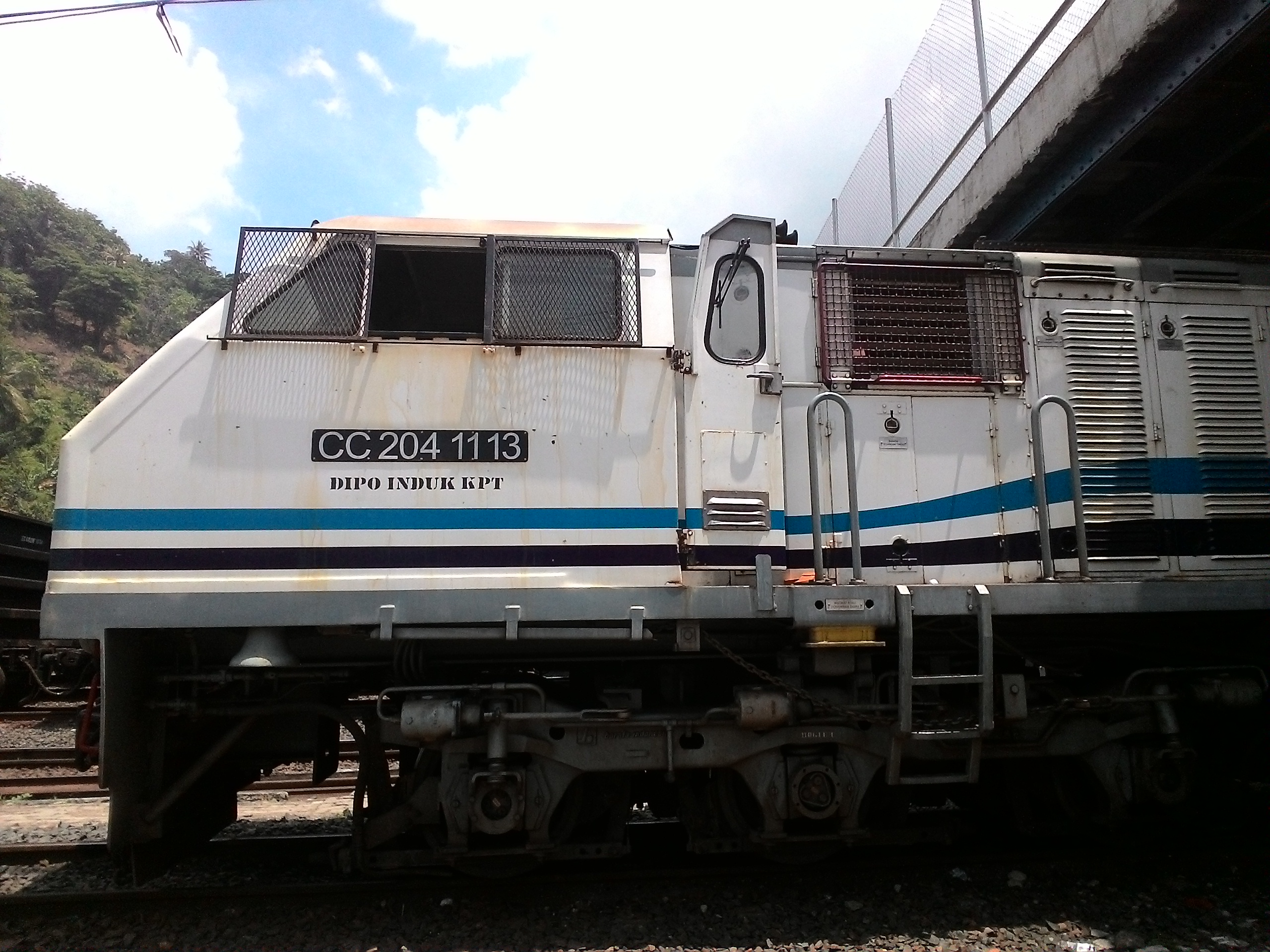
CC 204 11 13号機 （タラハン駅）
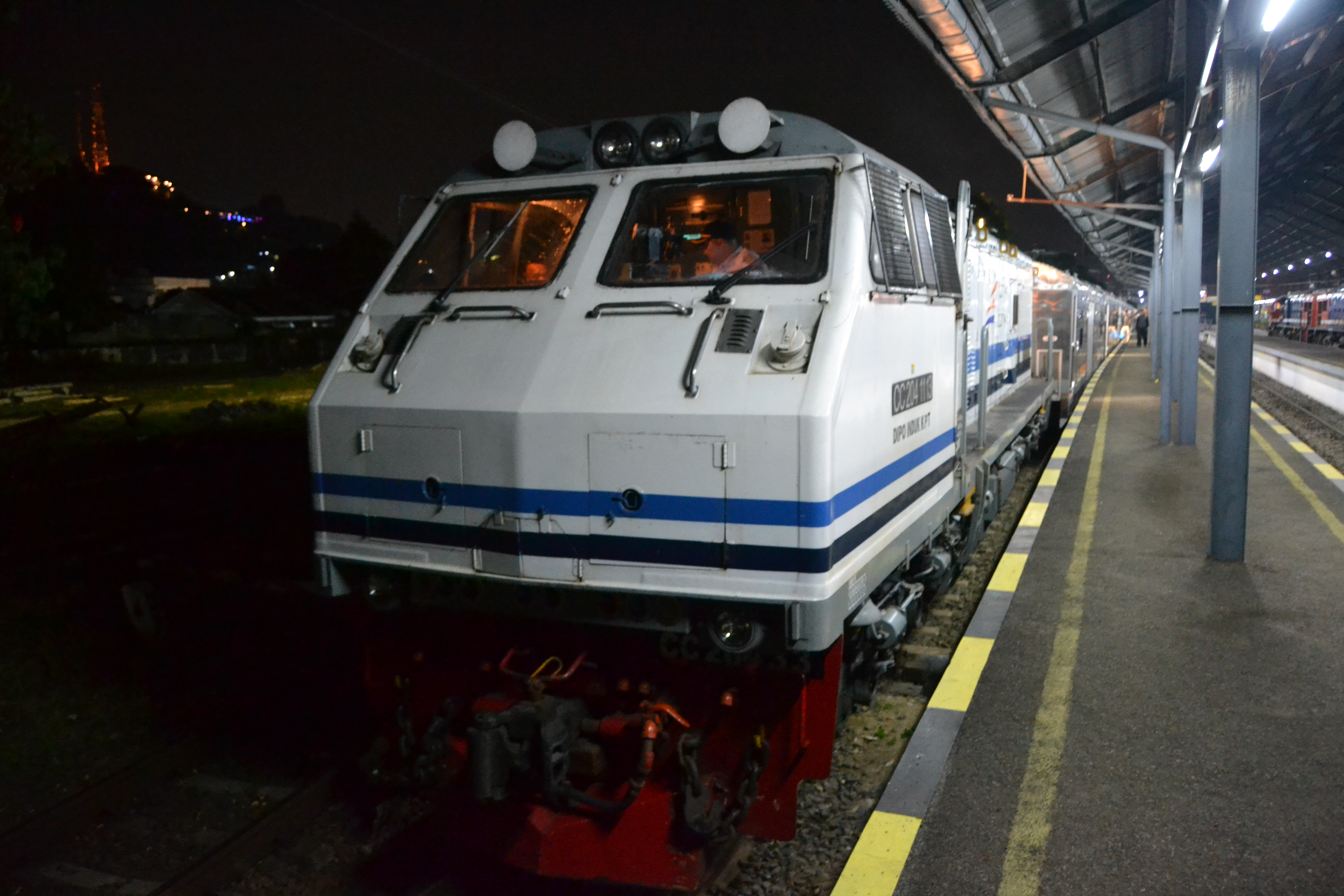
スリウィジャヤ号を牽引するCC204 11 13号機 （タンジュンカラン駅）
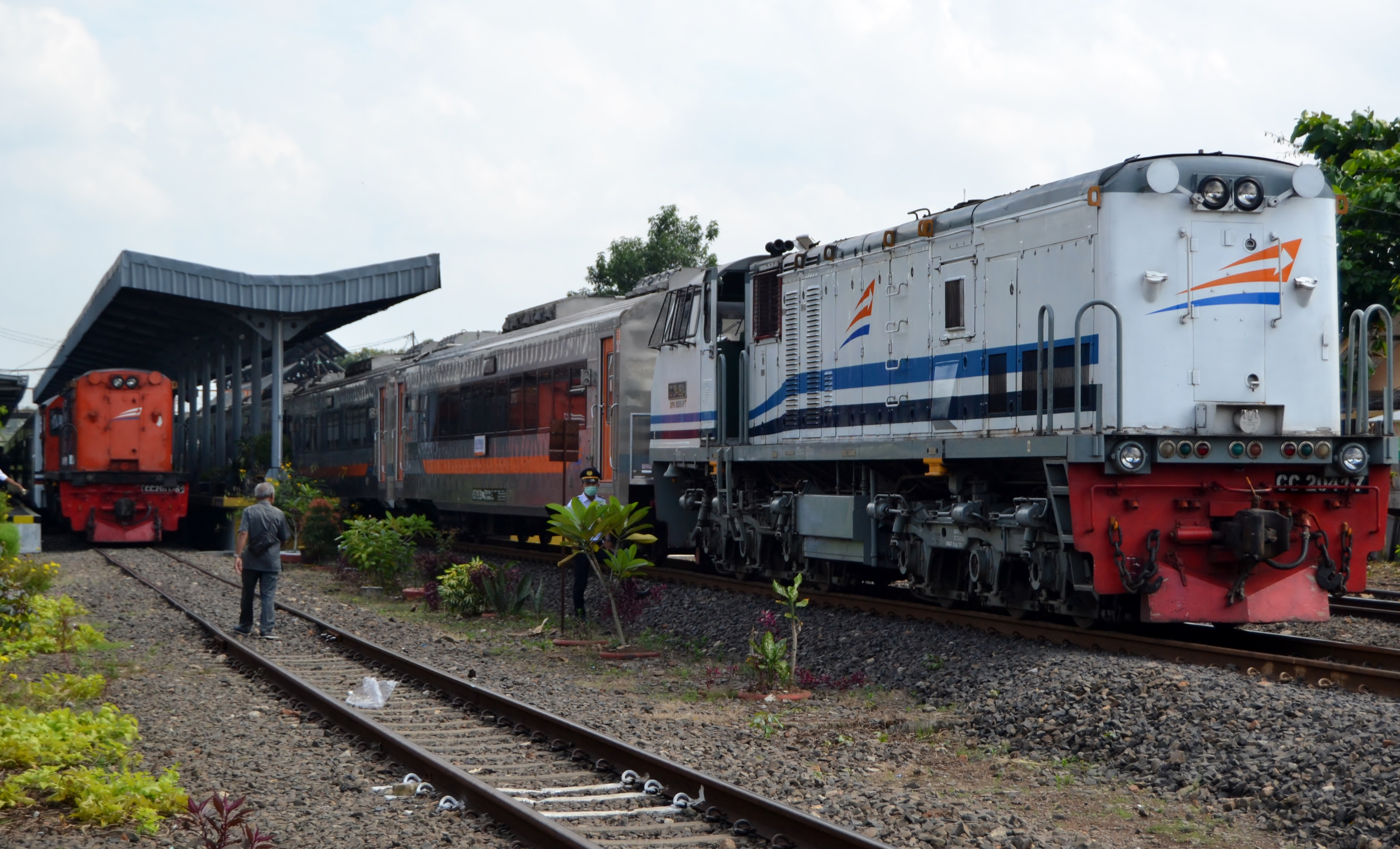
スリウィジャヤ号を牽引するCC204 09 04号機（コタブミ駅）
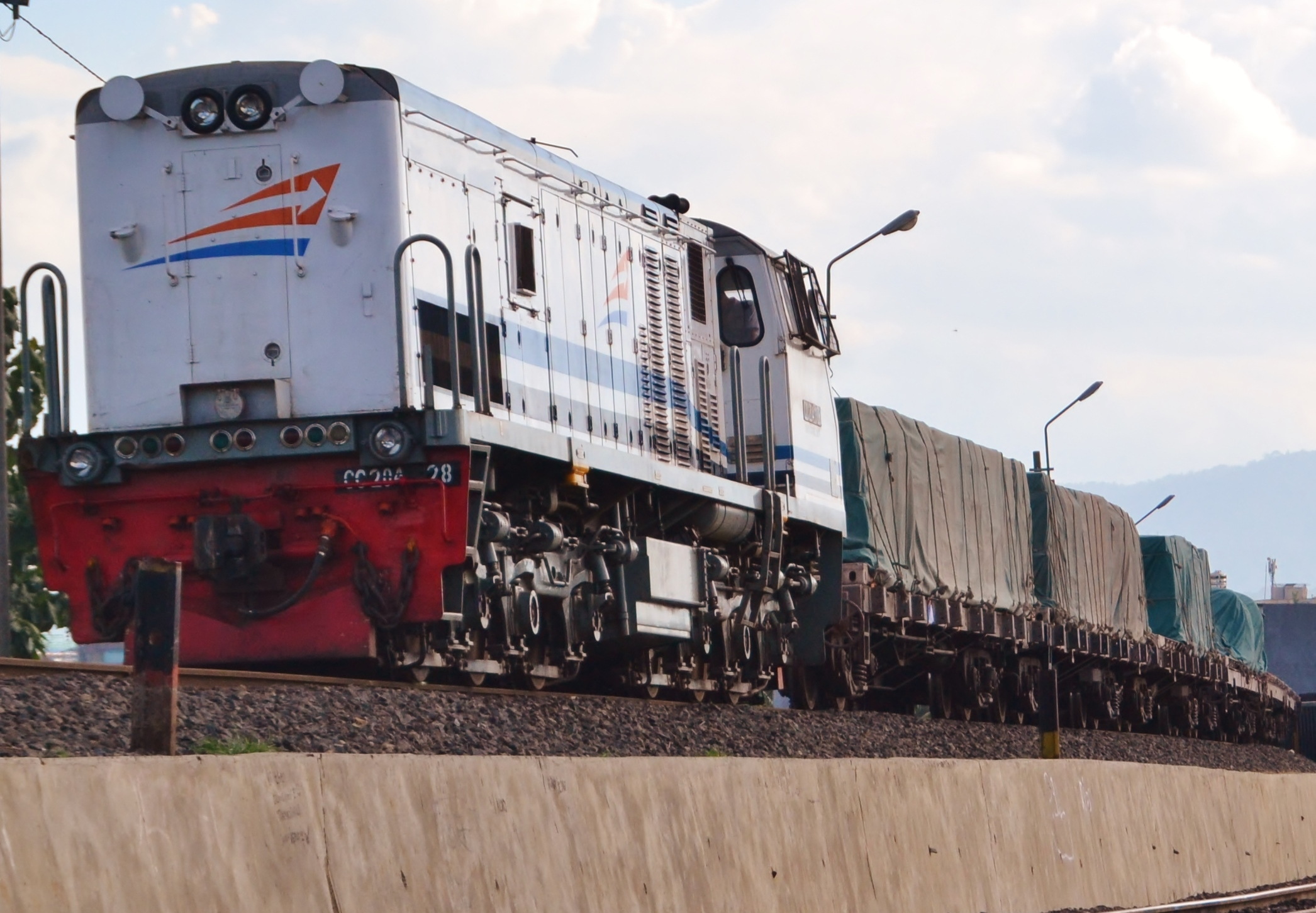
CC204 11 08号機（タンジュン・カラン駅）
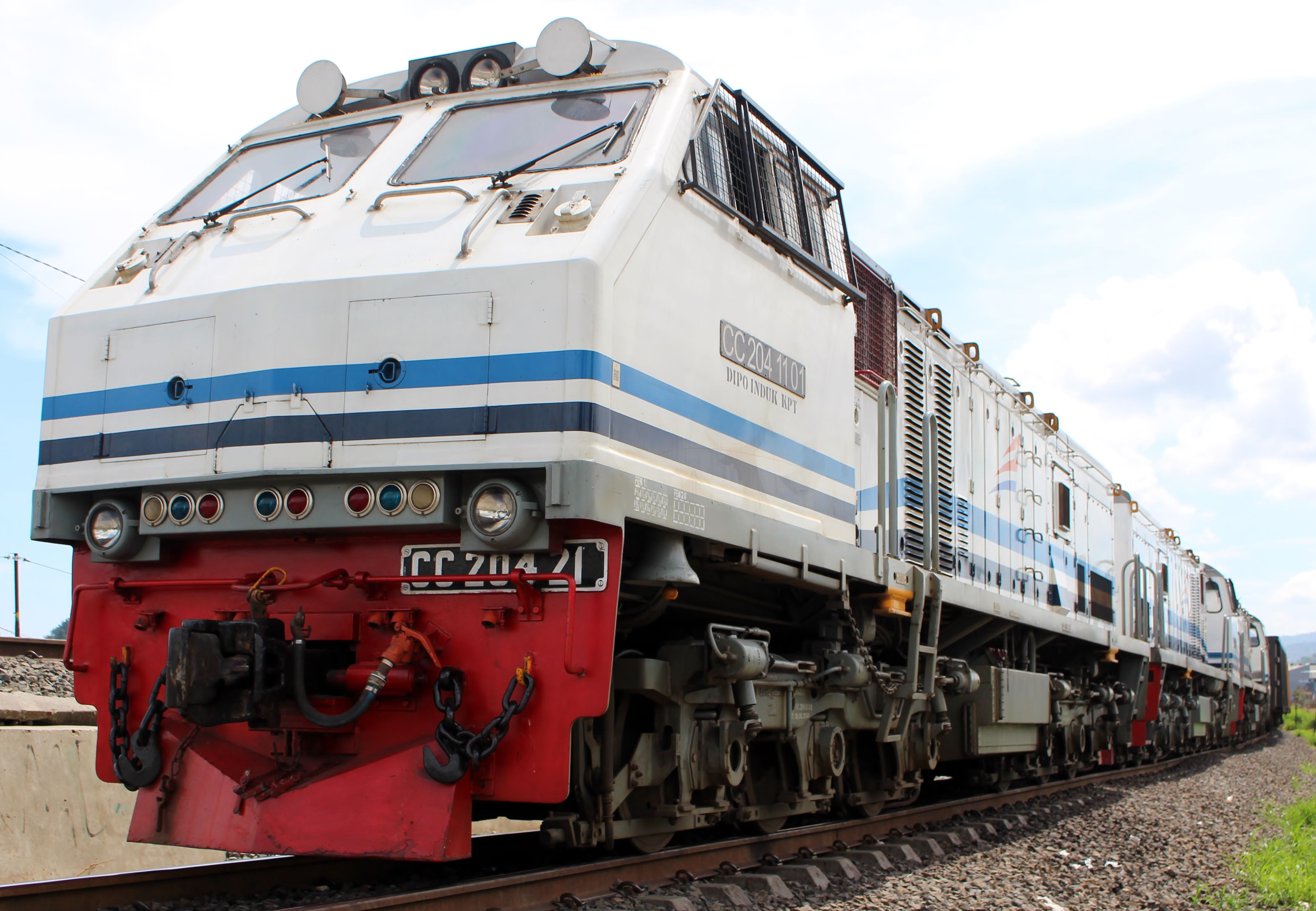
CC204 11 01、CC204 11 12 および CC204 07 02による三重連運転
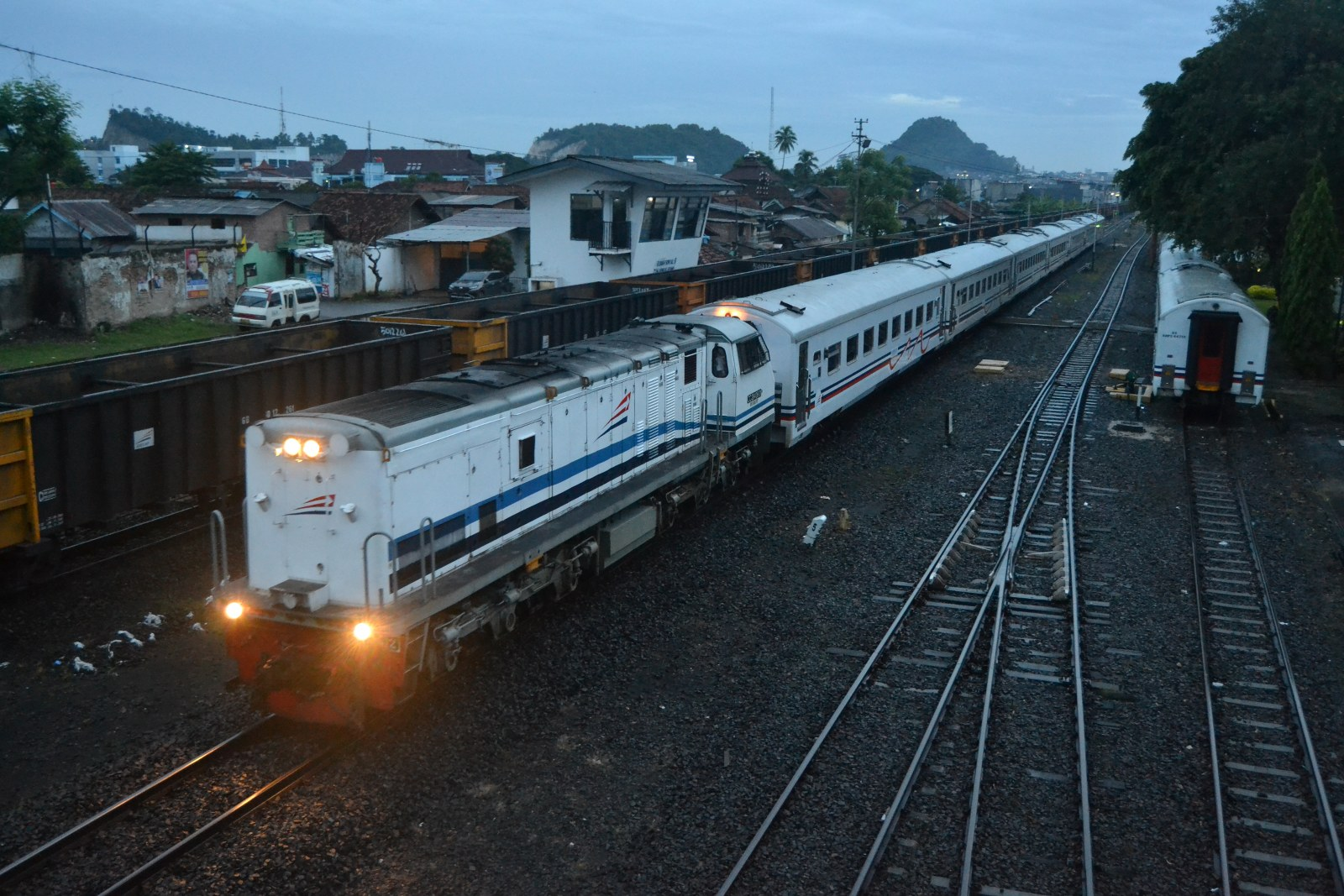
スリウィジャヤ号を牽引するCC204 08 01号機
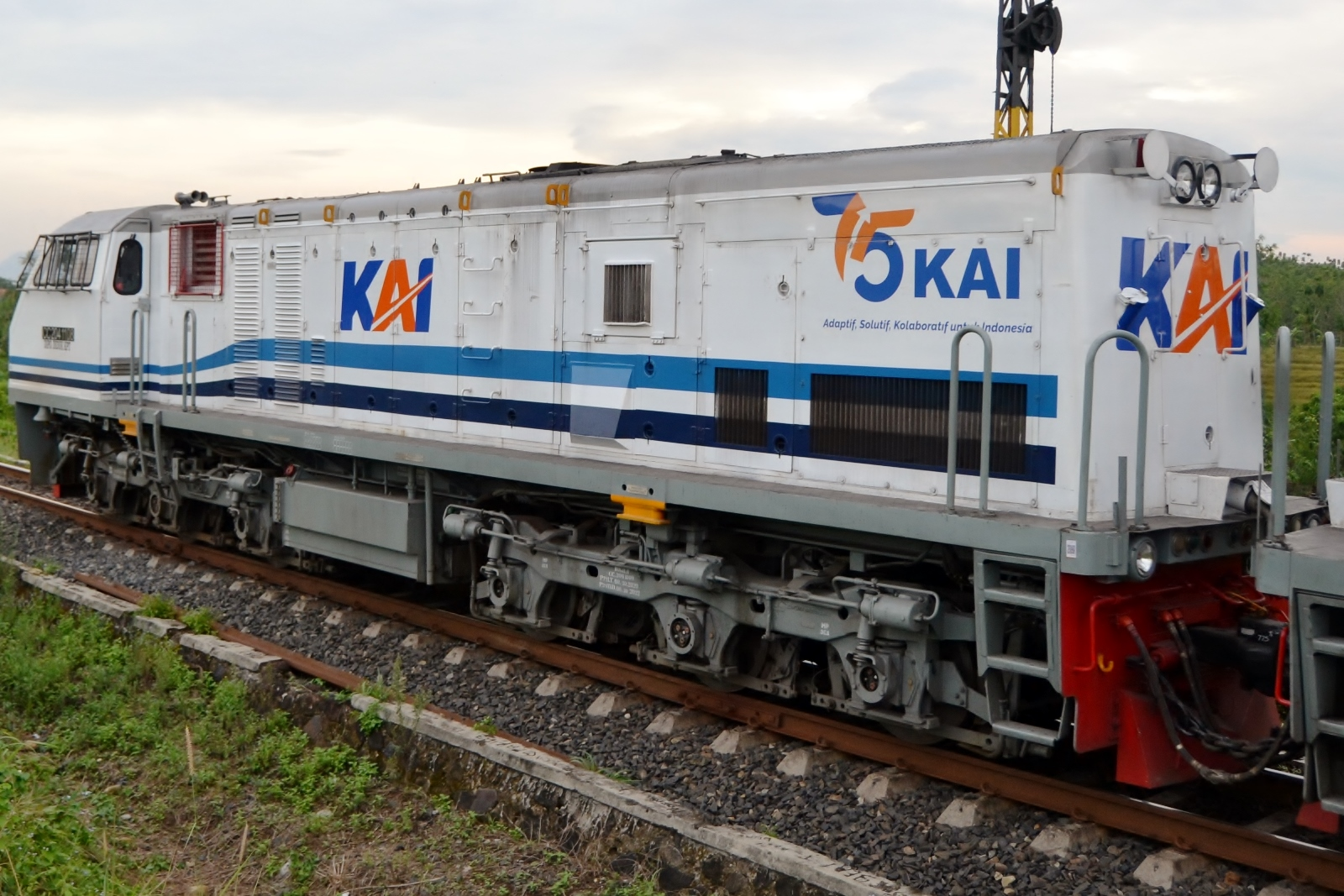
新ロゴと75周年記念ステッカーが貼られているCC204 11 08号機
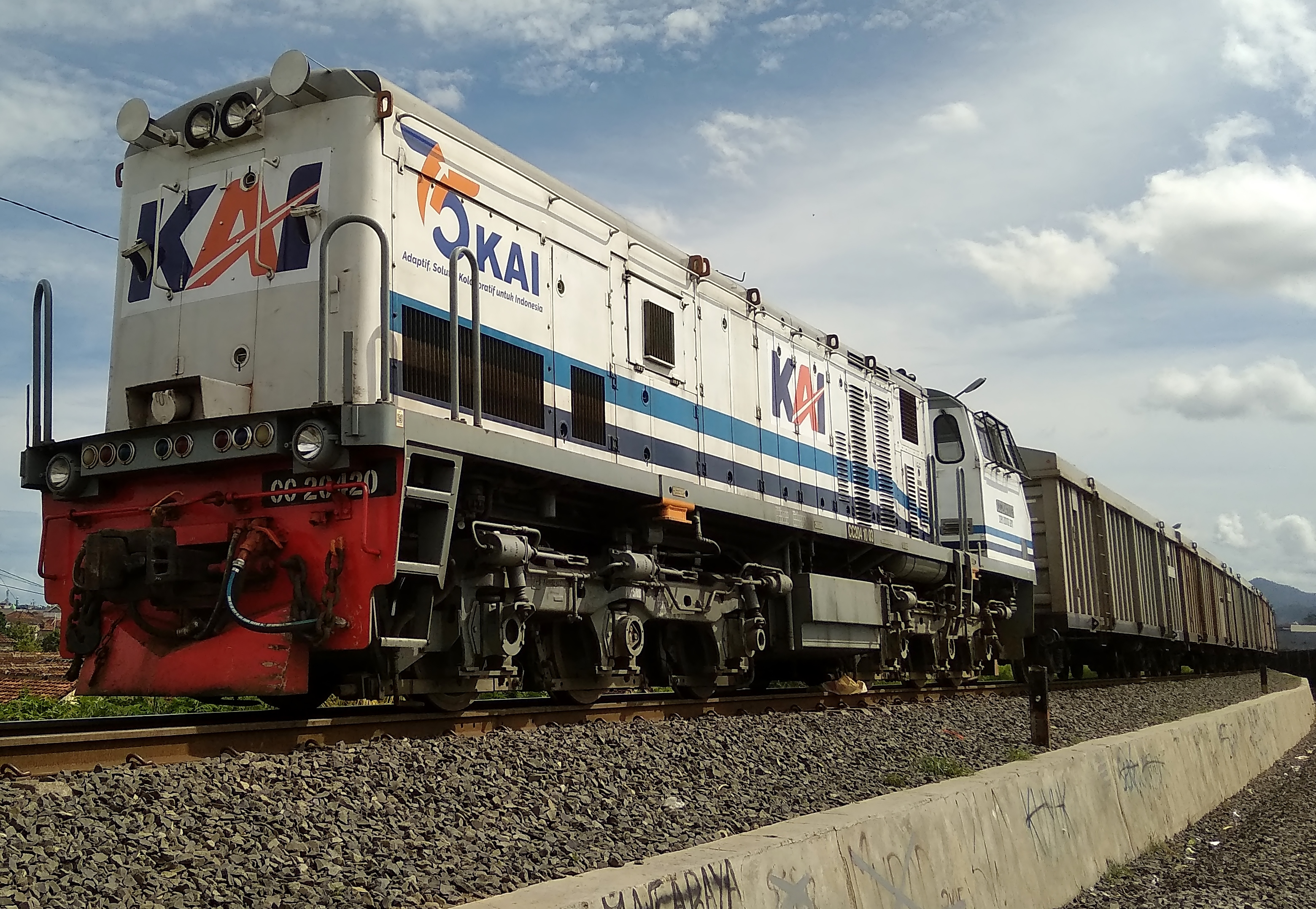
新ロゴが付いた CC204 10 03号機
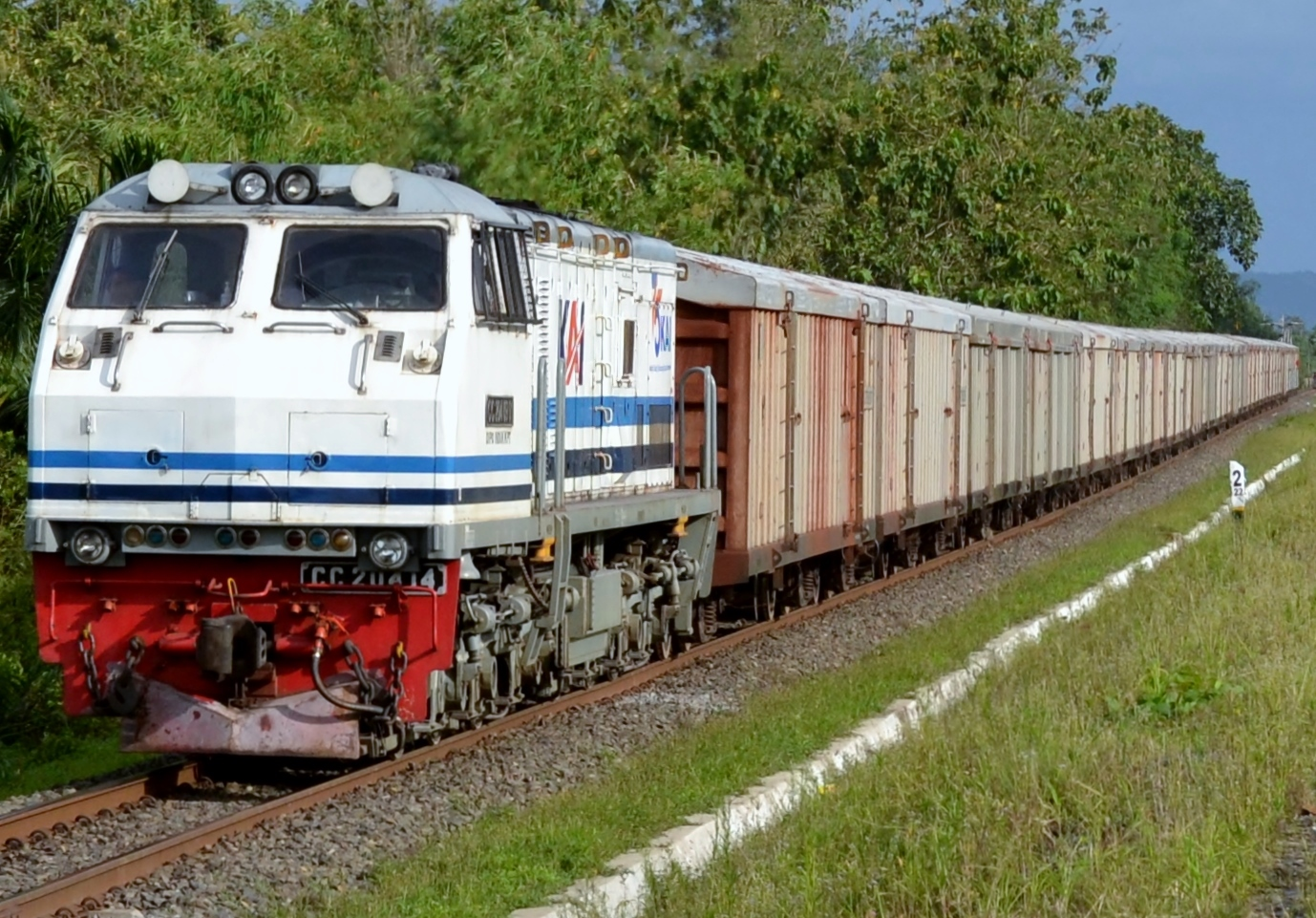
紙パルプ輸送貨物を牽引するCC204 09 01号機
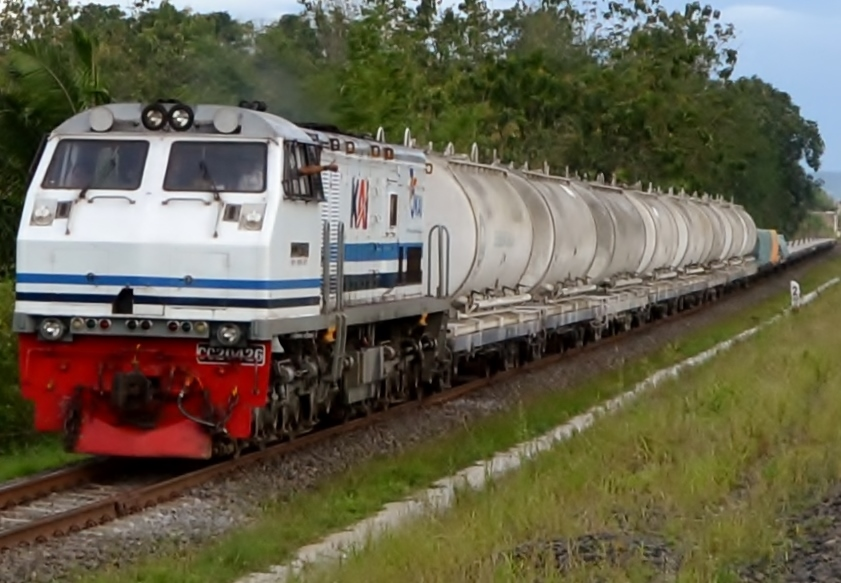
バトゥラジャ・セメント貨物を牽引するCC204 11 06号機
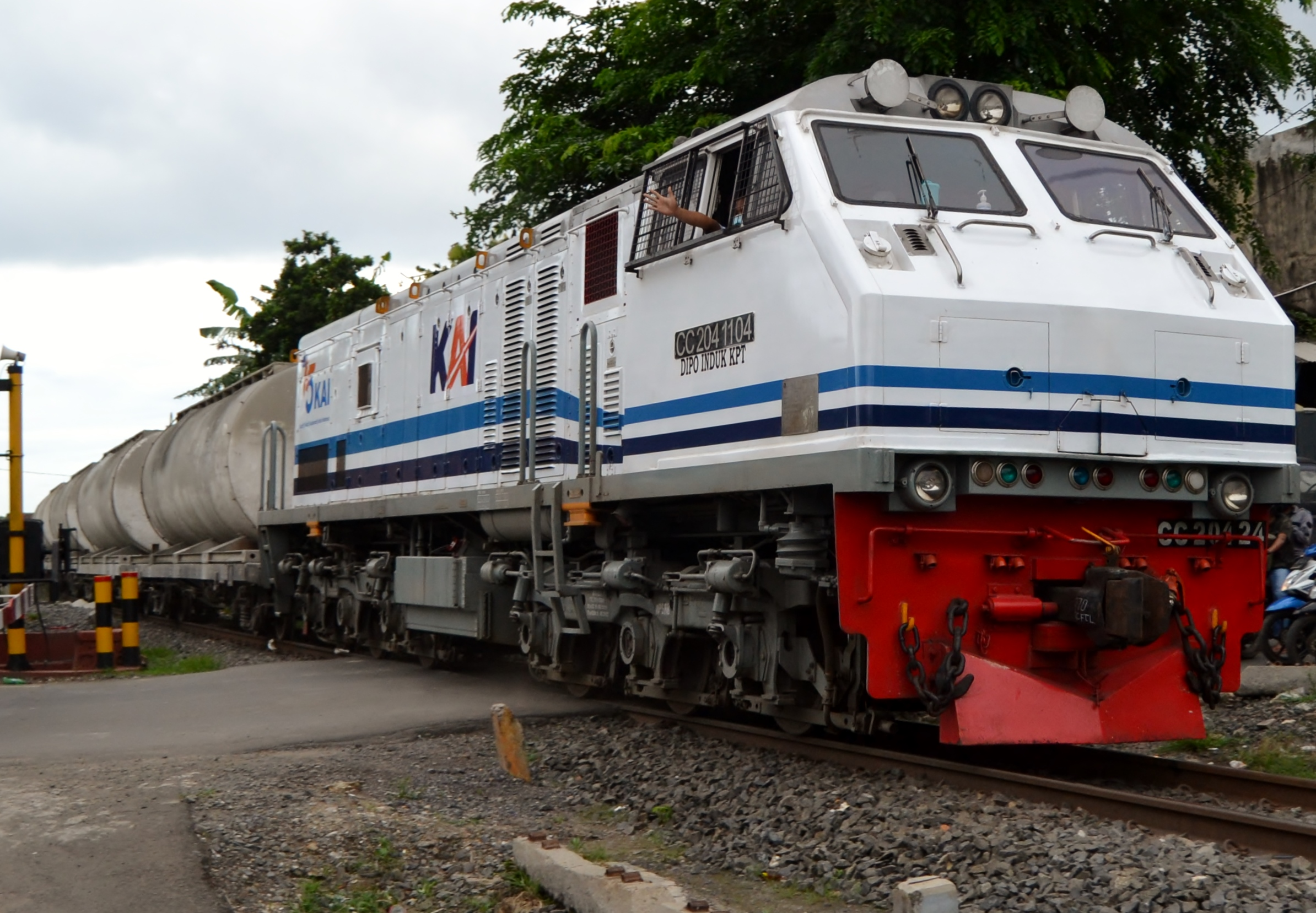
バトゥラジャ・セメント貨物を牽引するCC204 11 04号機
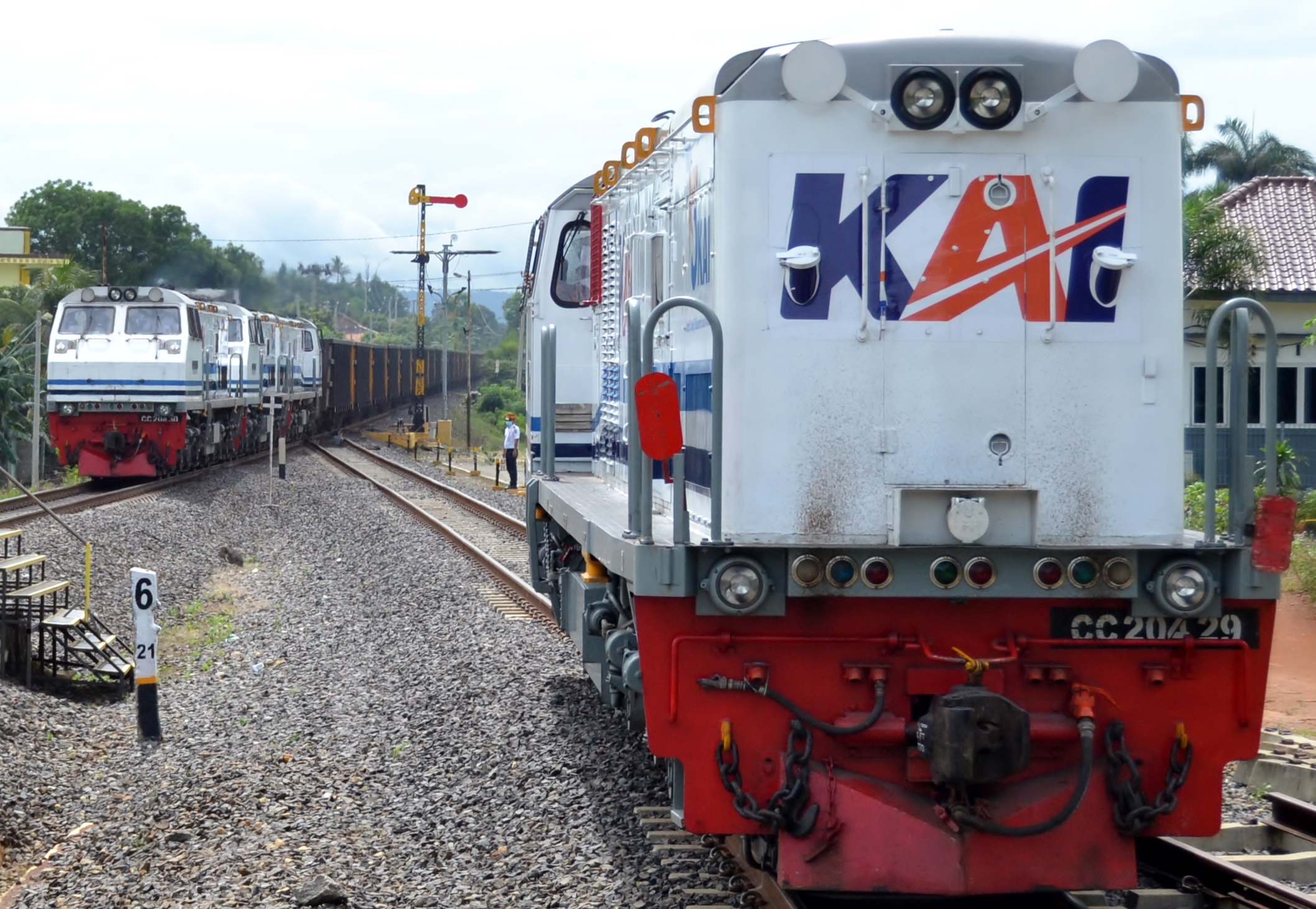
CC204形同士の行き違い（ゲドゥングラトゥ駅）
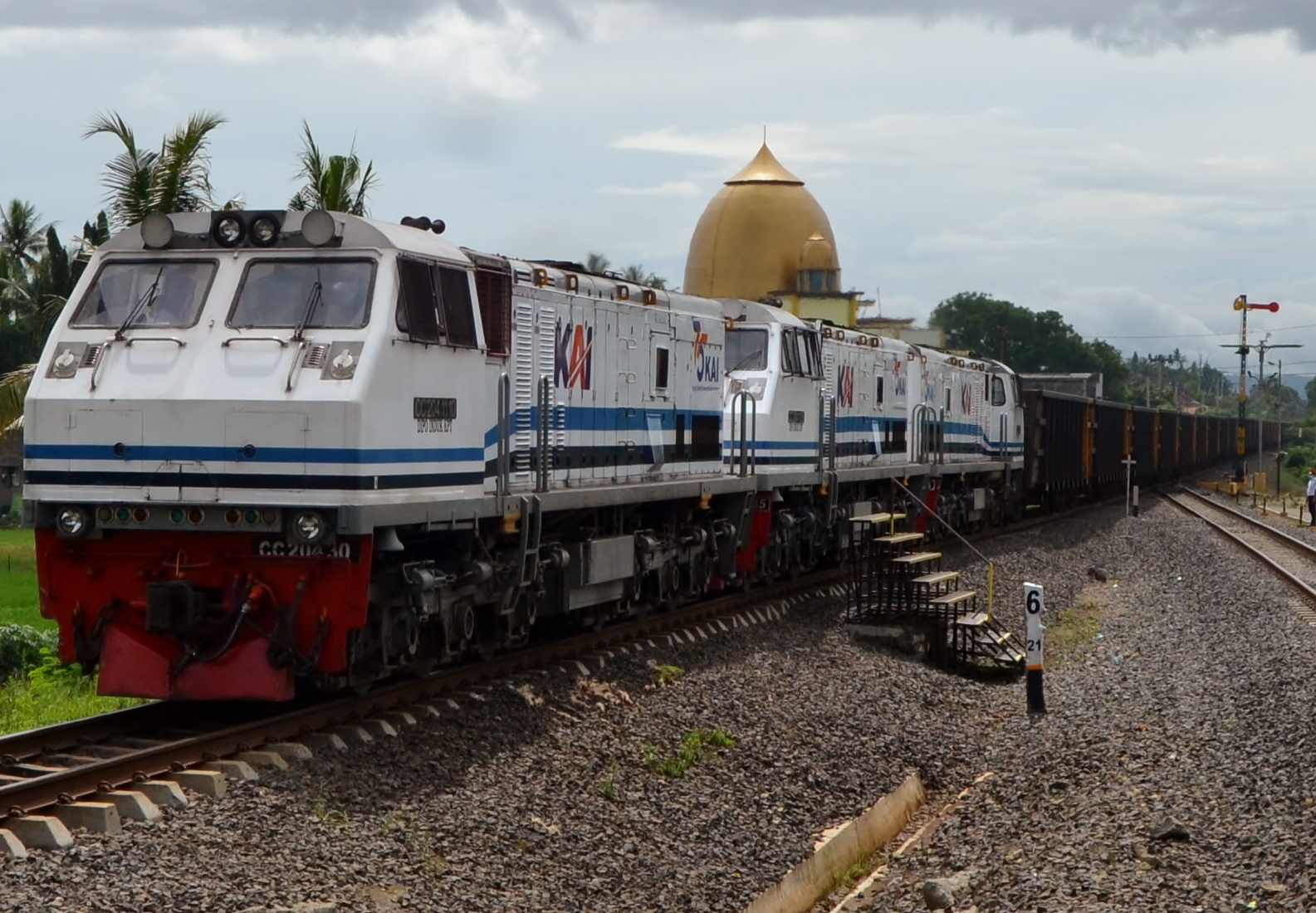
CC204 11 10, 11 05, 09 03号機による長距離石炭貨物（ババランジャン号）列車の牽引
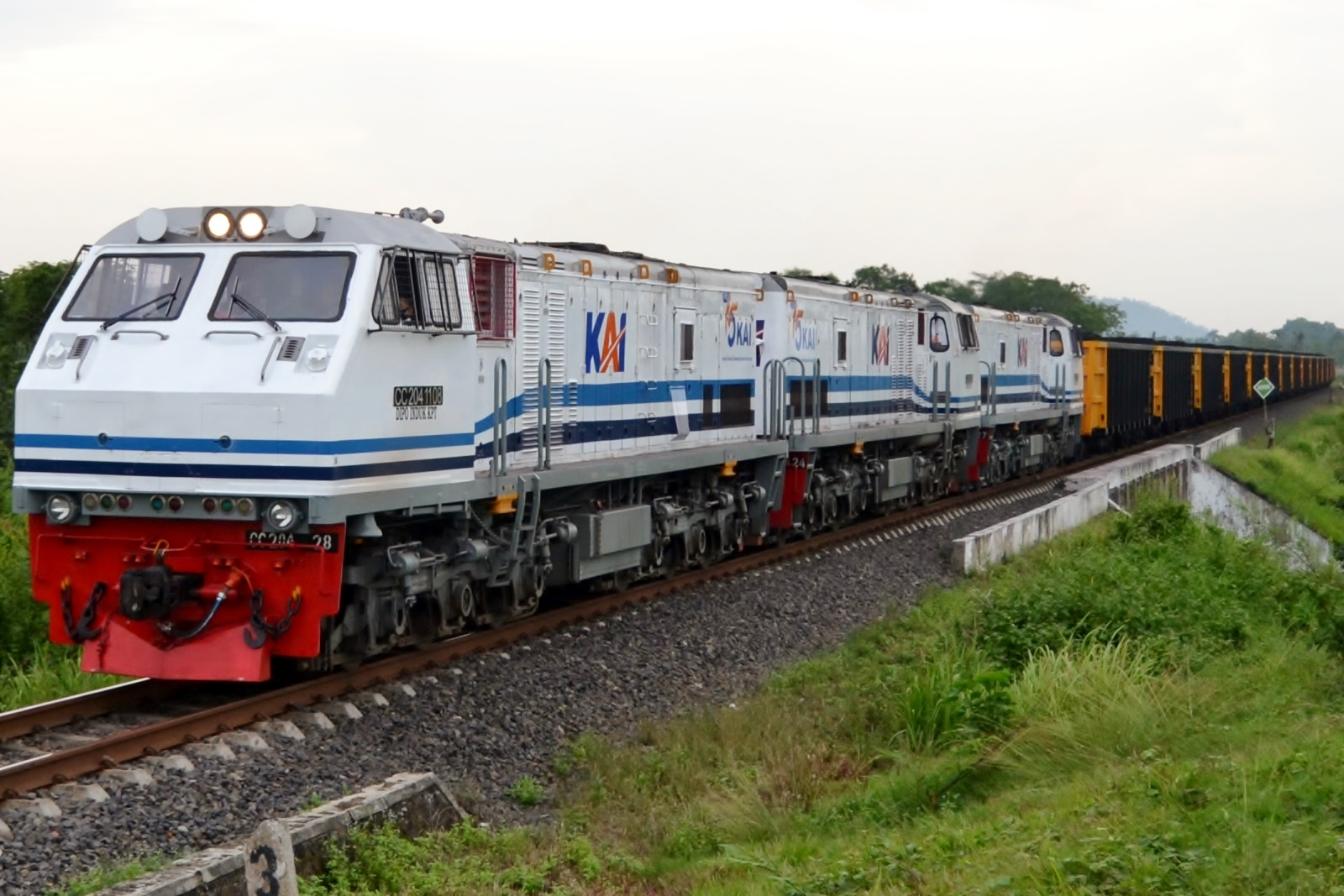
ババランジャン号は、2020年版新ロゴを掲げた3両のCC 204形によって牽引される。
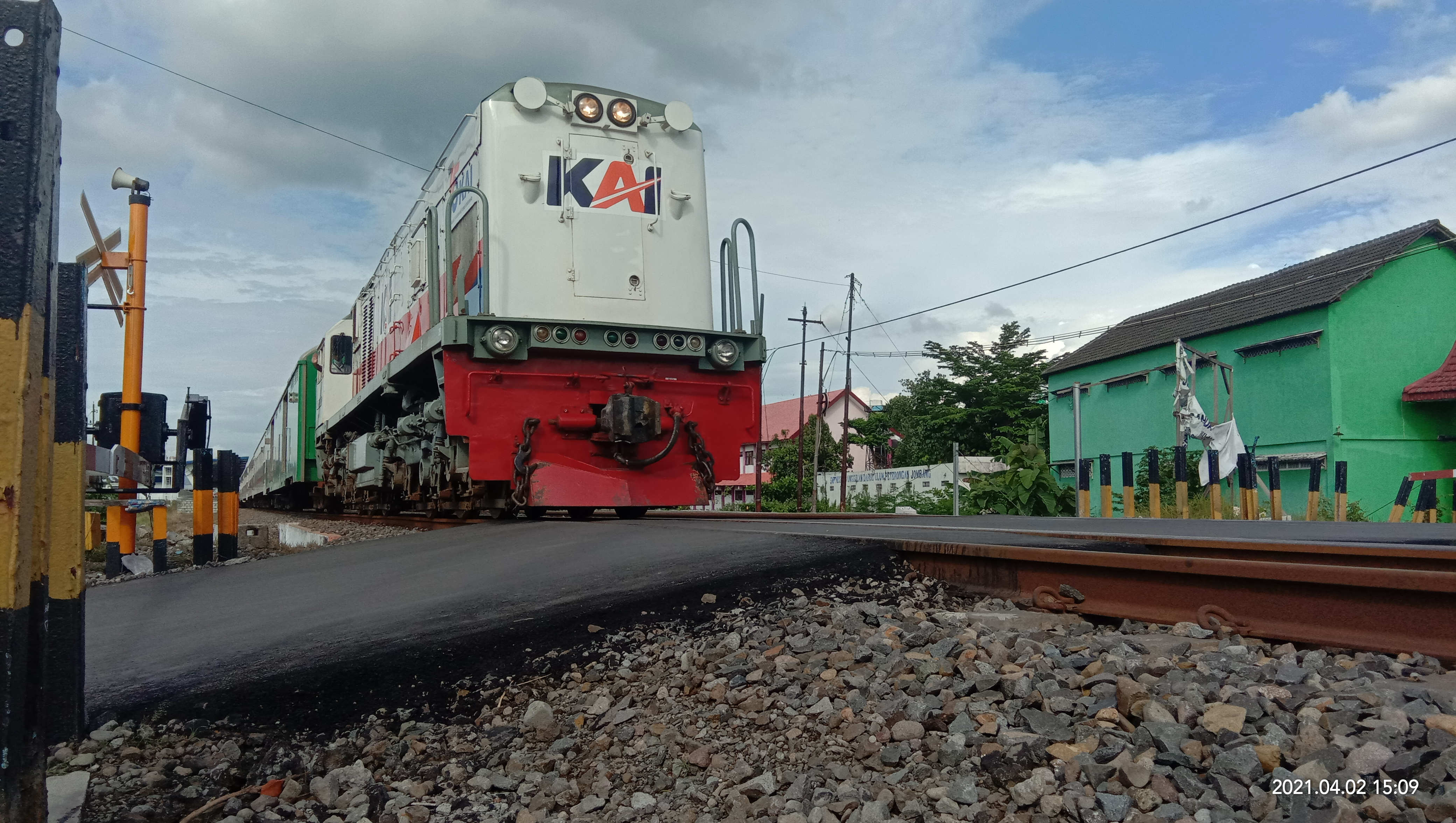
スリ・タンジュン号を牽引する、CC204 03 05号機
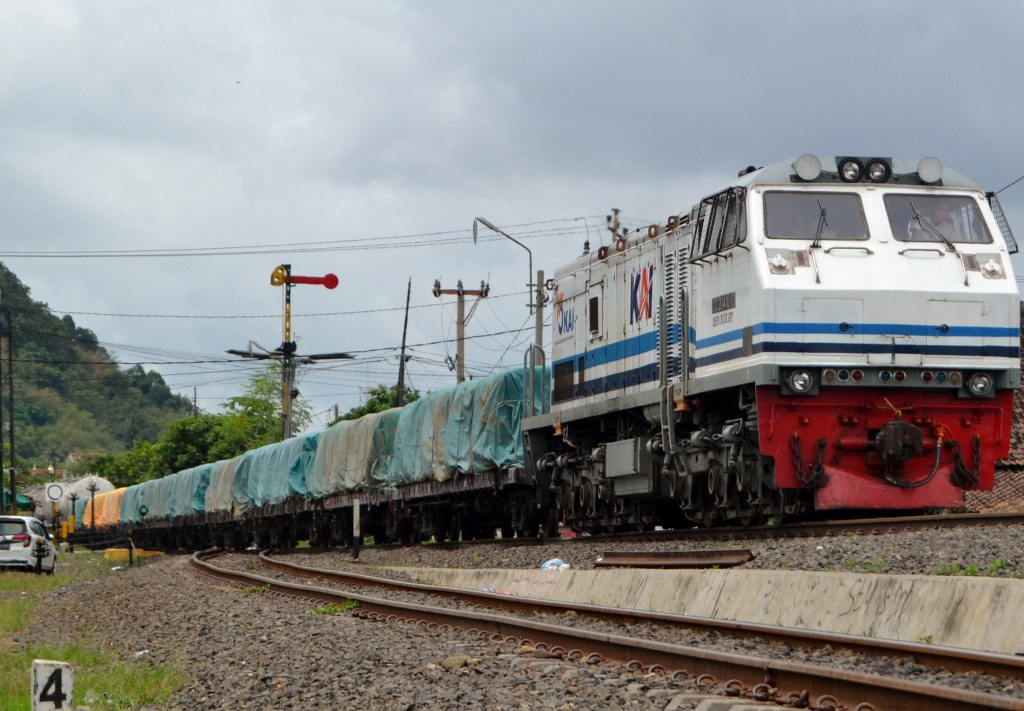
バトゥラジャ・セメント貨物を牽引するCC204 11 03号機
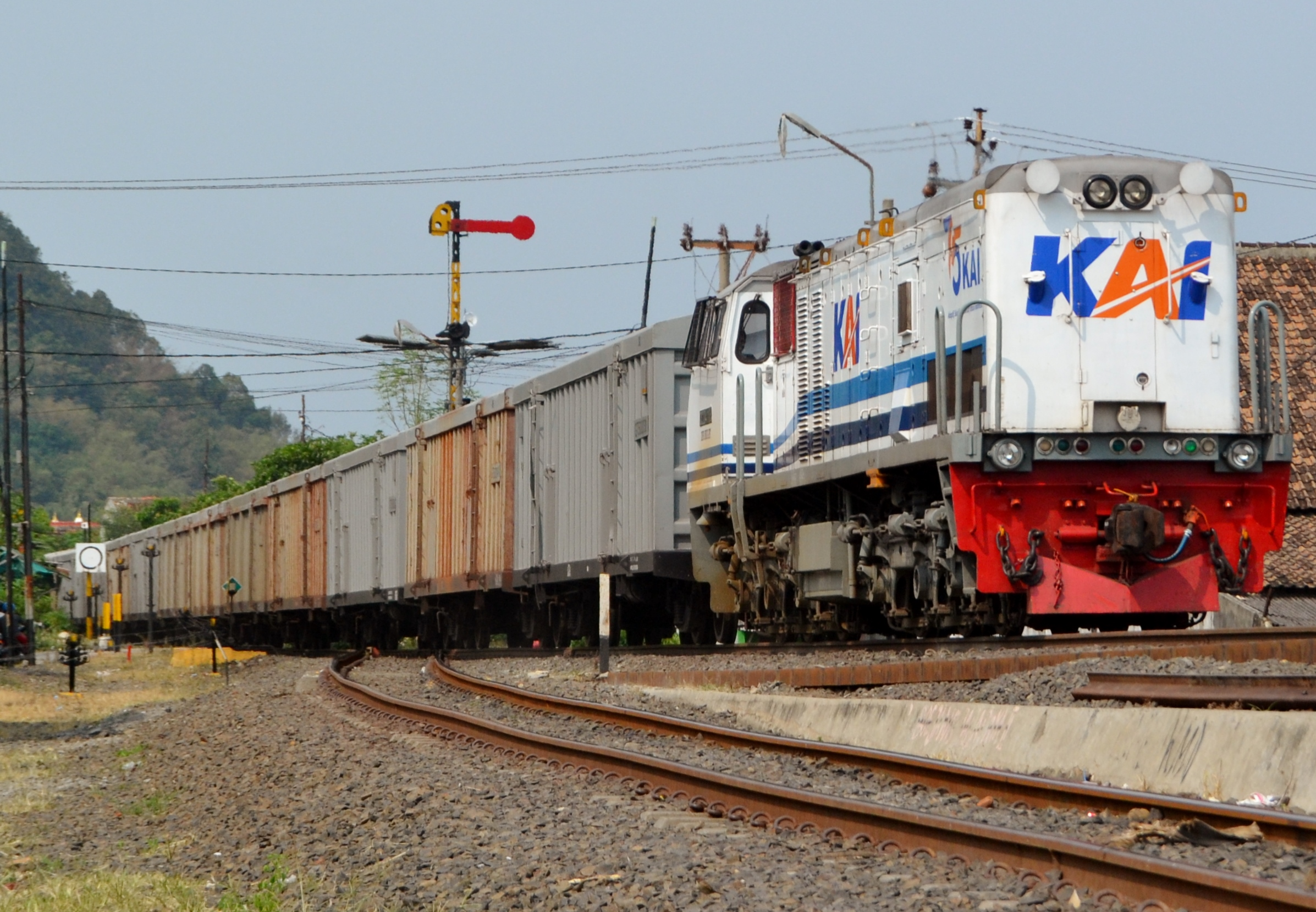
紙パルプ輸送貨物を牽引するCC204 11 08号機
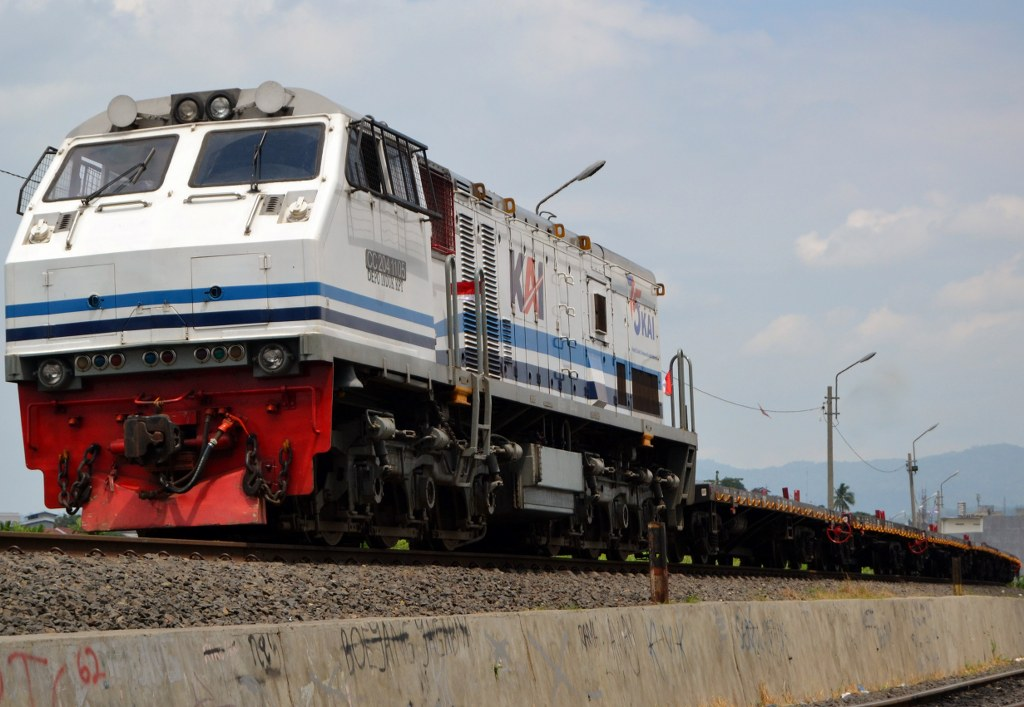
CC204 11 05号機とKLB無蓋車
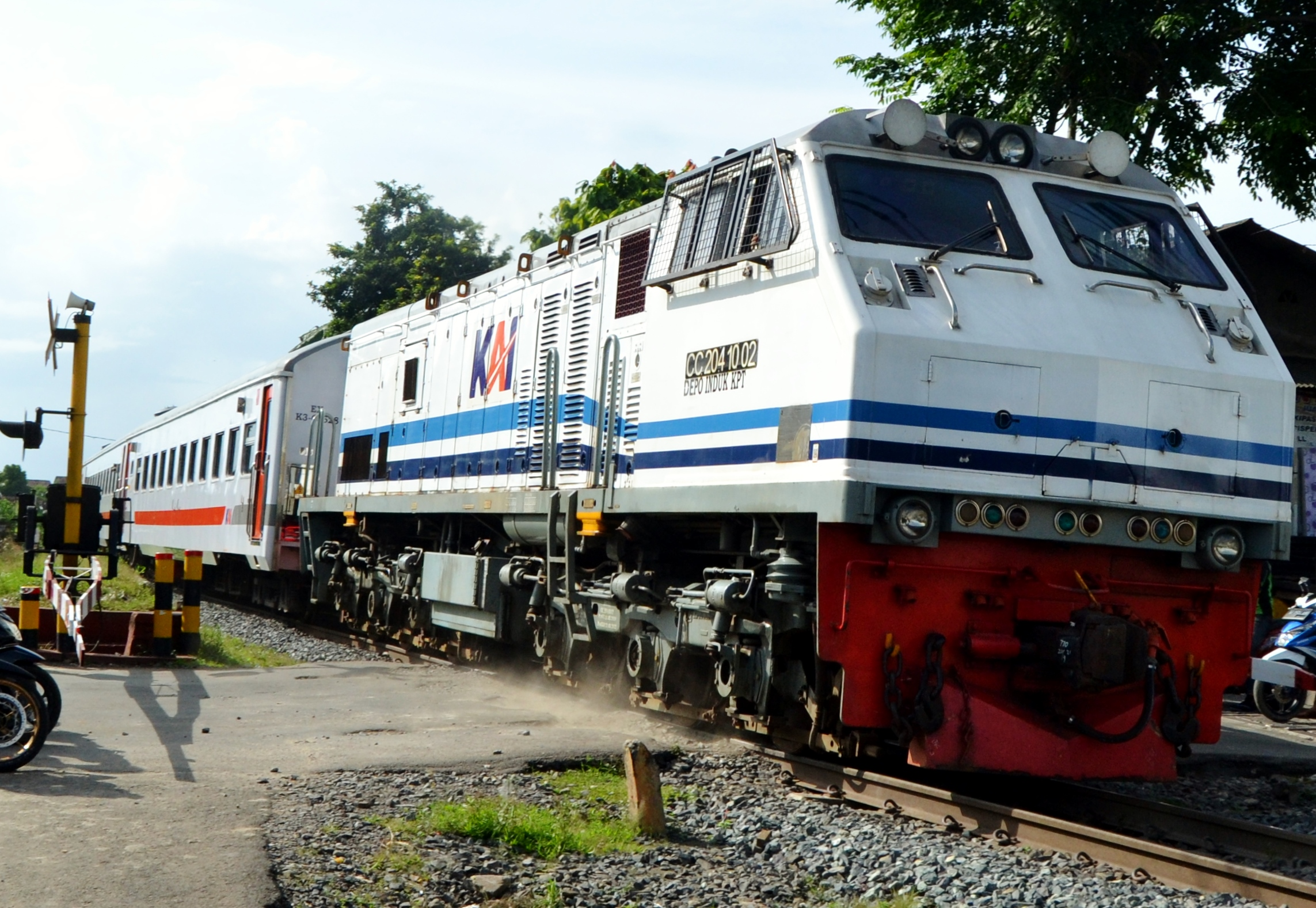
ラジャバサ号を牽引するCC204 10 02号機
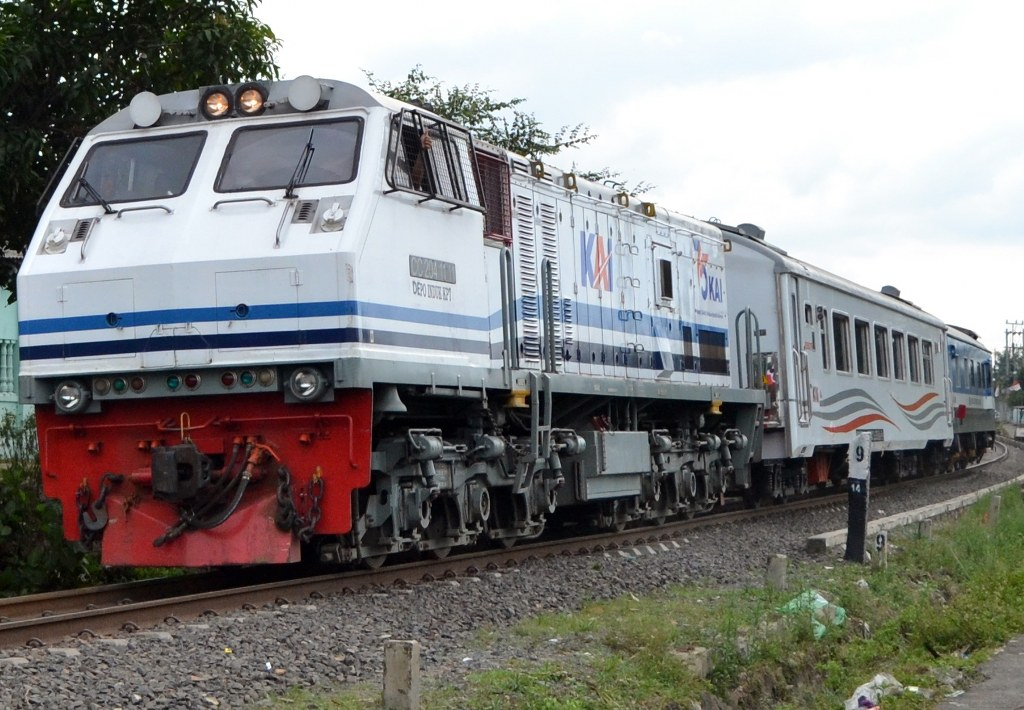
レール検測車を牽引するCC204 11 11号機
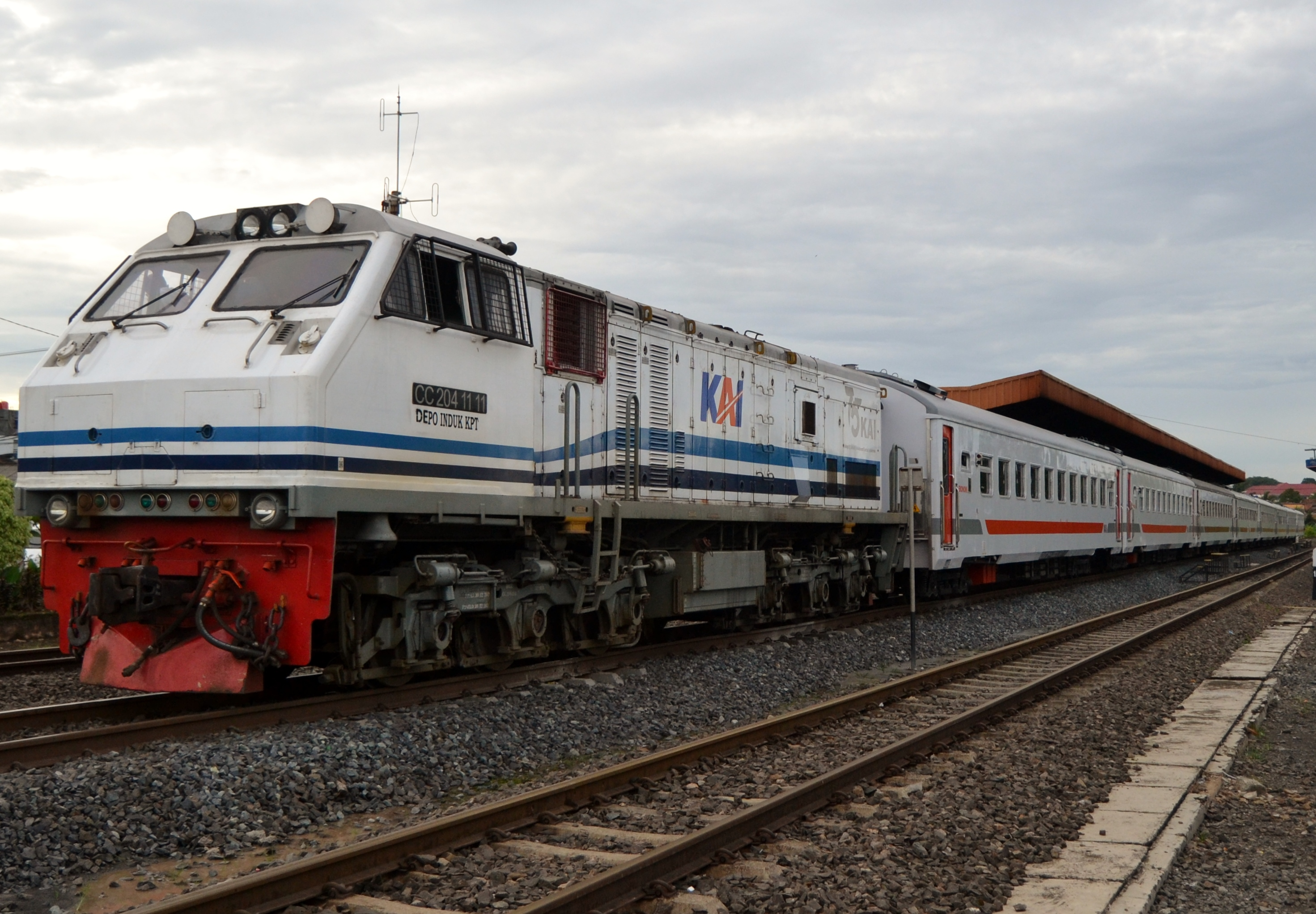
ラジャバサ号を牽引するCC204 11 11号機（ラブアン ラトゥ駅）
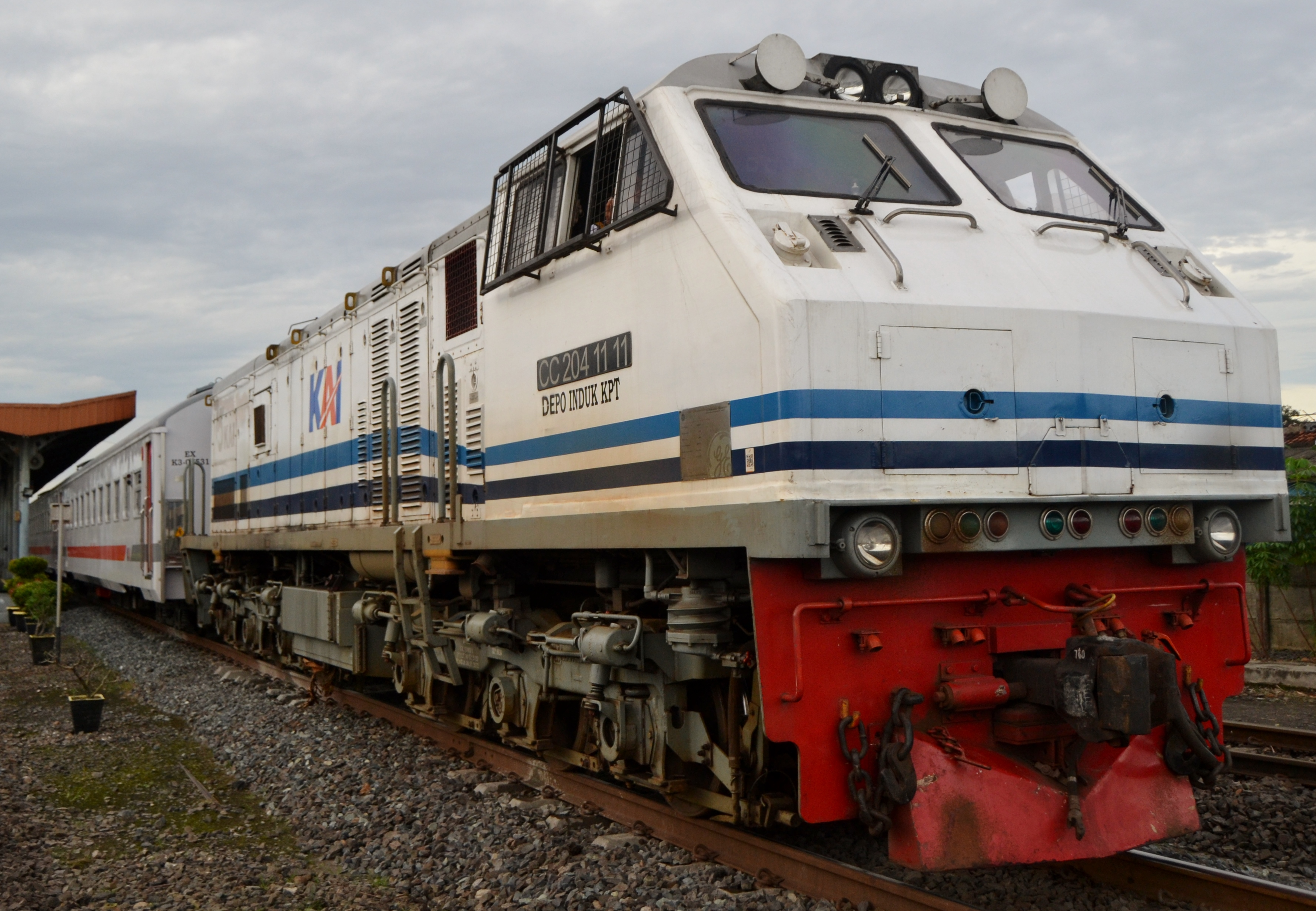
CC204 11 11号機
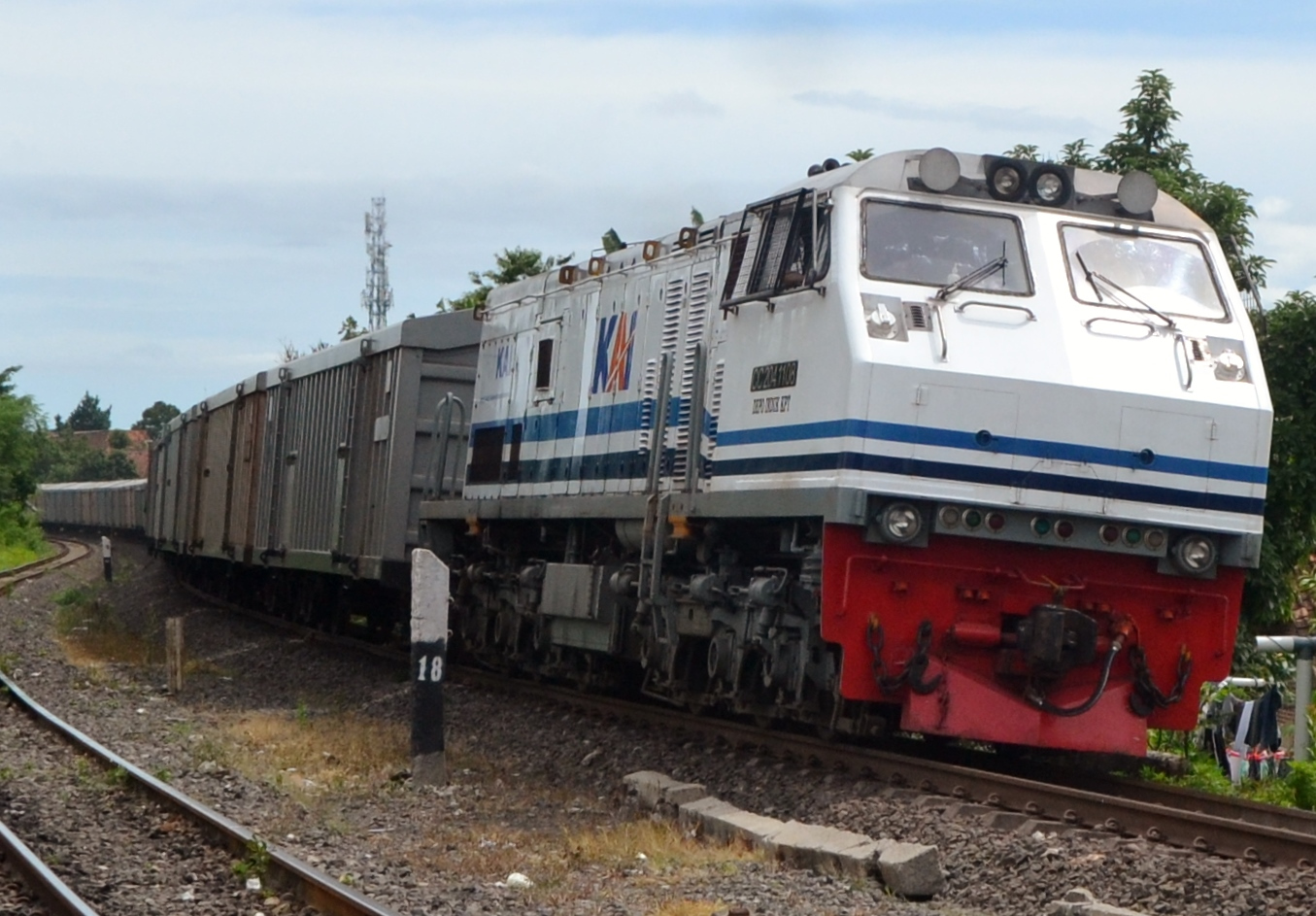
紙パルプ輸送貨物を牽引するCC204 11 08号機
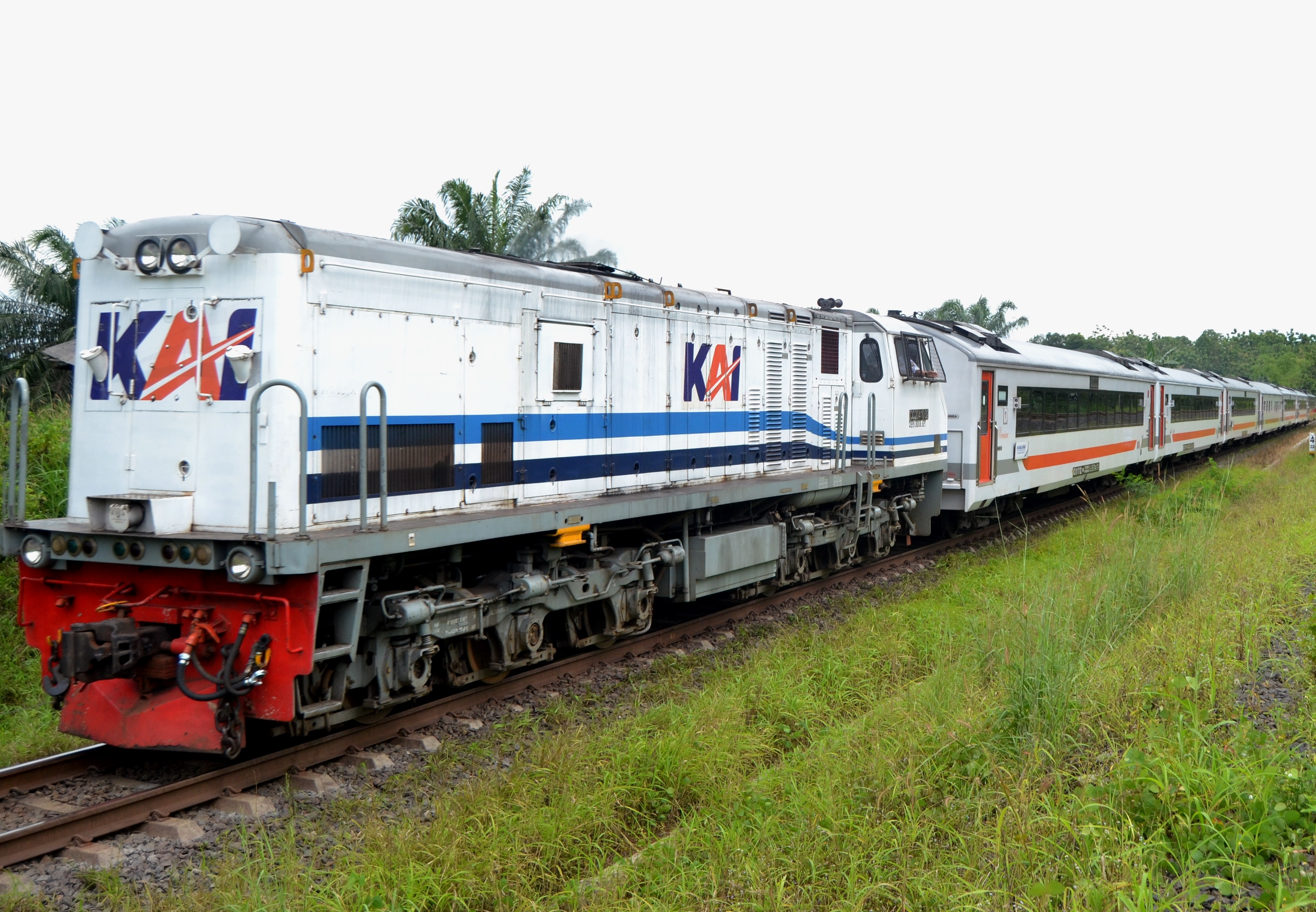
クアラ・スタバス号を牽引するCC204 10 02号機 （グドゥングラトゥ駅）
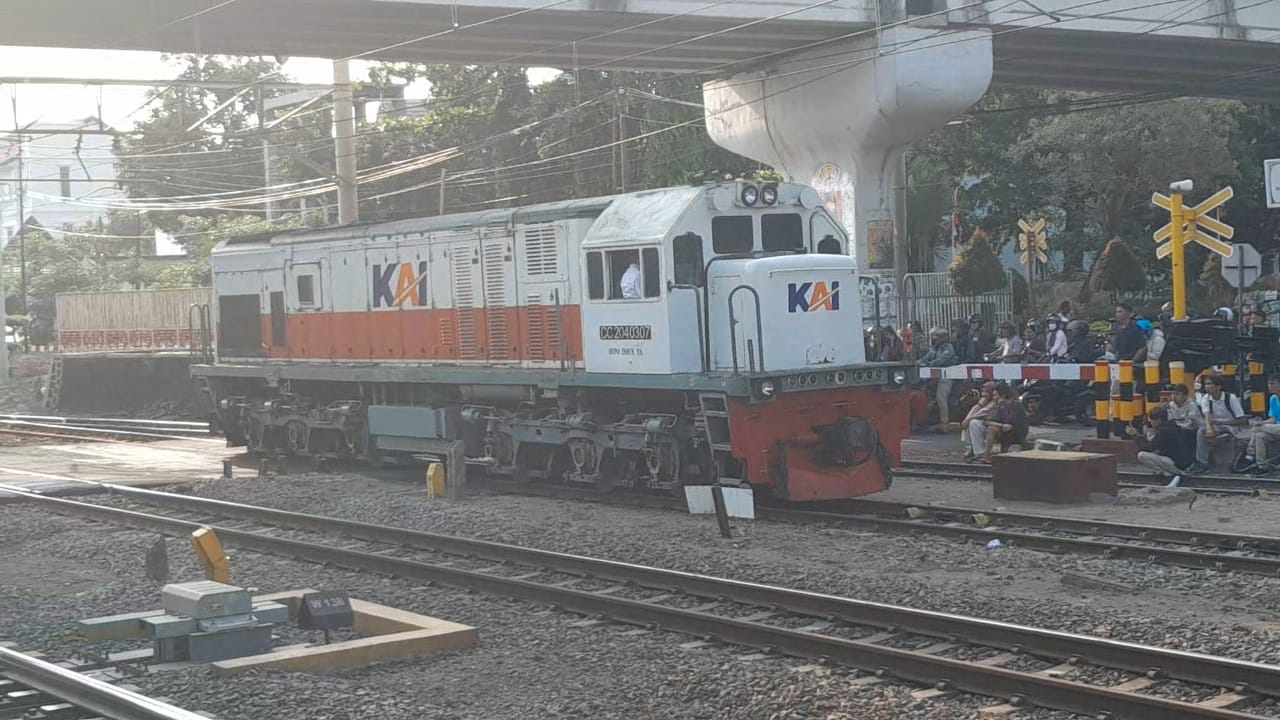
CC204 03 07号機（ランプヤンガン駅）

## 参考
1. ↑   (インドネシア語) Dunia EKUIN dan PERBANKAN. Centre for Strategic and International Studies. (1995)
2. 1 2  『The Last Chance: kebangkitan industri strategis Indonesia. Jakarta: Balai Pustaka. ISBN 9786022602644.』Sampurno, F.H.、2021年、55頁。
3. ↑  「"Merayap Pasti Merebut Kepercayaan".」『Warta Ekonomi. IX (46-52): 37. 1998.』1998年。
4. ↑  『Sampurno, F.H. (2021). The Last Chance: kebangkitan industri strategis Indonesia. Jakarta: Balai Pustaka. ISBN 9786022602644.』Sampurno, F.H. (2021).、2021年。
5. ↑  『Majalah KA Edisi Mei 2007. Liputan Khusus. CC204: Era Digital Lokomotif Indonesia.』Majalah KA Edisi Mei、2007年。
6. ↑  Hartono A.S. 2012, p. 88.
7. ↑  英語版Wikipedia:GE U20C （英語）
8. ↑  『Hartono A.S. (2012). Lokomotif & Kereta Rel Diesel di Indonesia. Depok: Ilalang Sakti Komunikasi. ISBN 9789791841702.』PT Ilalang Sakti Komunikasi、2012年。
9. ↑  “RailfansIna: CC203”. RailfansIna (2011年10月3日). 2022年7月10日時点のオリジナルよりアーカイブ。2019年4月27日閲覧。
10. ↑  Simbolon 2019.
11. ↑  『Sudarsih, A.; Prasetya, Sendy (2014). "CC203 Cikal Bakal CC204". Majalah KA. Vol. 94. hlm. 8–9.』PT Ilalang Sakti Komunikasi、2014年。
12. ↑  “Ganti Lagi, Ini Logo KAI dari Masa ke Masa”. 2025年5月2日閲覧。
13. ↑  『Sudarsih, A.; Prasetya, Sendy (2014). "CC203 Cikal Bakal CC204". Majalah KA. Vol. 94. hlm. 8–9.』PT Ilalang Sakti Komunikasi、2014年、8 - 9頁。
14. 1 2  “[“Grafik Perjalanan Kereta Api pada Jaringan Jalur Kereta Api Nasional di Jawa Tahun 2025 (PDF). Bandung: Kereta Api Indonesia (Persero). 2024-12-30. hlm. 1524. Diarsipkan dari versi asli (PDF) tanggal 2025-01-27 – via Direktorat Jenderal Perkeretaapian. https://web.archive.org/web/20250127040629/https://djka.kemenhub.go.id/uploads/202501/KP-DJKA%20224%20TAHUN%202024_GAPEKA_JAWA.pdf]”. 2025年5月7日閲覧。
15. ↑  ““Grafik Perjalanan Kereta Api pada Jaringan Jalur Kereta Api Nasional di Sumatera Bagian Selatan Tahun 2025 (PDF). Bandung: Kereta Api Indonesia (Persero). 2024-12-30. hlm. 222. Diarsipkan dari versi asli (PDF) tanggal 2025-01-27 – via Direktorat Jenderal Perkeretaapian.”.”. 2025年5月7日閲覧。
16. ↑  “Wayback Machine”. www.kppu.go.id. 2025年5月1日閲覧。
17. ↑  “PN Bandung batalkan putusan KPPU soal lokomotif | bandung.bisnis.com”. web.archive.org (2014年12月29日). 2025年5月1日閲覧。
18. ↑  Mediatama, Grahanusa (2011年6月20日). “KPPU kasasi putusan PN Bandung terkait tender pengadaan lokomotif” (インドネシア語). kontan.co.id. 2025年5月1日閲覧。
19. ↑  『Haryanto, D. (2014). "Tiga Lok CC203 Korban Keberingasan Suporter Bola". Majalah KA. Vol. 94. hlm. 18.』PT Ilalang Sakti Komunikasi、2014年。
20. ↑  “Argo Bromo Tabrak Senja Utama, 9 Tewas”. 2025年5月2日閲覧。
21. ↑  『"KAI: Lokomotif Jalan Tanpa Masinis akibat "Human Error"". Kompas.com. Diarsipkan dari versi asli tanggal 2022-11-30. Diakses tanggal 2021-05-27.』Kistyarini, ed.、2013年4月30日。
22. ↑  “Kronologi Kecelakaan Bus Harapan Jaya Tertabrak Kereta Api di Tulungagung, 5 Penumpang Meninggal” (インドネシア語). Kompas.tv. 2025年5月1日閲覧。
23. ↑  Muttaqien, Adhar. “Tambah Satu, Korban Tewas Kecelakaan Maut Bus Tertabrak KA Jadi 6 Orang” (インドネシア語). detikjatim. 2025年5月1日閲覧。
24. ↑  “SUMEKS.CO - Berita Terbaru dan Tepercaya hari ini”. sumeks.disway.id. 2025年5月1日閲覧。
25. ↑  “Kereta Api Berisi Rombongan Anggota TNI Terbakar di Bandar Lampung” (インドネシア語). kumparan. 2025年5月1日閲覧。
26. ↑  “SUMEKS.CO - Berita Terbaru dan Tepercaya hari ini”. sumeks.disway.id. 2025年5月1日閲覧。